# Japán a 2004. évi nyári olimpiai játékokon
Japán a görögországi Athénban megrendezett 2004. évi nyári olimpiai játékok egyik részt vevő országa volt. Az országot az olimpián 31 sportágban 306 sportoló képviselte, akik összesen 37 érmet szereztek.

## Érmesek
| Érem  | Versenyző | Sportág       | Versenyszám                  |
| ----- | --- | ------------- | ---------------------------- |
| Arany | Murofusi Kódzsi | Atlétika      | Férfi kalapácsvetés          |
| Arany | Nogucsi Mizuki | Atlétika      | Női maraton                  |
| Arany | Josida Szaori | Birkózás      | Női szabadfogás, 55 kg       |
| Arany | Icsó Kaori | Birkózás      | Női szabadfogás, 63 kg       |
| Arany | Nomura Tadahiro | Cselgáncs     | Férfi légsúly                |
| Arany | Ucsisiba Maszato | Cselgáncs     | Férfi harmatsúly             |
| Arany | Szuzuki Keidzsi | Cselgáncs     | Férfi nehézsúly              |
| Arany | Tani Rjóko | Cselgáncs     | Női légsúly                  |
| Arany | Tanimoto Ajumi | Cselgáncs     | Női váltósúly                |
| Arany | Ueno Maszae | Cselgáncs     | Női középsúly                |
| Arany | Anno Noriko | Cselgáncs     | Női félnehézsúly             |
| Arany | Cukada Maki | Cselgáncs     | Női nehézsúly                |
| Arany | Joneda Iszao Kasima Takehiro Mizutori Hiszasi Nakano Daiszuke Tomita Hirojuki Cukahara Naoja | Torna         | Férfi csapat összetett       |
| Arany | Kitadzsima Kószuke | Úszás         | Férfi 100 m mell             |
| Arany | Kitadzsima Kószuke | Úszás         | Férfi 200 m mell             |
| Arany | Sibata Ai | Úszás         | Női 800 m gyors              |
| Ezüst | Icsó Csiharu | Birkózás      | Női szabadfogás, 48 kg       |
| Ezüst | Izumi Hirosi | Cselgáncs     | Férfi középsúly              |
| Ezüst | Jokoszava Juki | Cselgáncs     | Női harmatsúly               |
| Ezüst | Jamamoto Hirosi | Íjászat       | Férfi egyéni                 |
| Ezüst | Fusimi Tosiaki Inoue Maszaki Nagacuka Tomohiro | Kerékpározás  | Férfi csapatsprint           |
| Ezüst | Tacsibana Mija Takeda Miho | Szinkronúszás | Páros                        |
| Ezüst | Fudzsimaru Micsijo Harada Szaho Kavasima Naoko Kitao Kanako Szuzuki Emiko Tacsibana Mija Takeda Miho Tacumi Dzsuri Joneda Jóko | Szinkronúszás | Csapat                       |
| Ezüst | Tomita Hirojuki | Torna         | Férfi korlát                 |
| Ezüst | Jamamoto Takasi | Úszás         | Férfi 200 m pillangó         |
| Bronz | Nemzeti válogatott Simizu Naojuki Ivasze Hitoki Kuroda Hiroki Andó Júja Miura Daiszuke Macuzaka Daiszuke Uehara Kódzsi Ivakuma Hiszasi Vada Cujosi Kobajasi Maszahide Isii Hirotosi Kendzsi Dzsódzsima Aikava Rjódzsi Ogaszavara Micsihiro Nakamura Norihiro Mijamoto Sinja Kaneko Makoto Fudzsimoto Acusi Fukudome Kószuke Tani Jositomo Muramacu Arihito Takahasi Josinobu Vada Kazuhiro Kimura Takuja | Baseball      | Férfi                        |
| Bronz | Tanabe Csikara | Birkózás      | Férfi szabadfogás, 55 kg     |
| Bronz | Inoue Kendzsi | Birkózás      | Férfi szabadfogás, 60 kg     |
| Bronz | Hamagucsi Kjóko | Birkózás      | Női szabadfogás, 72 kg       |
| Bronz | Nemzeti válogatott Inui Emi Itó Kazue Ivabucsi Jumi Jamada Eri Jamadzsi Noriko Misina Maszumi Naitó Emi Szaitó Haruka Szakai Hiroko Szakamoto Naoko Szató Rie Szató Juki Takajama Dzsuri Ueno Jukiko Ucugi Reika | Softball      | Női                          |
| Bronz | Joneda Iszao | Torna         | Férfi nyújtó                 |
| Bronz | Kasima Takehiro | Torna         | Férfi lólengés               |
| Bronz | Morita Tomomi | Úszás         | Férfi 100 m hát              |
| Bronz | Kitadzsima Kószuke Morita Tomomi Okumura Josihiro Jamamoto Takasi | Úszás         | Férfi 4 × 100 m vegyes váltó |
| Bronz | Nakamura Reiko | Úszás         | Női 200 m hát                |
| Bronz | Nakanisi Júko | Úszás         | Női 200 m pillangó           |
| Bronz | Szeki Kazuto Todoroki Kendzsiró | Vitorlázás    | Férfi 470-es osztály         |

## Asztalitenisz
Férfi
| Versenyző                | Versenyszám | 64-es főtábla                                  | 48-as főtábla                                                                            | 32-es főtábla                                                                                           | Nyolcaddöntő                                                                                            | Negyeddöntő       | Elődöntő          | Döntő             | Helyezés |
| Versenyző                | Versenyszám | Ellenfél Eredmény                              | Ellenfél Eredmény                                                                        | Ellenfél Eredmény                                                                                       | Ellenfél Eredmény                                                                                       | Ellenfél Eredmény | Ellenfél Eredmény | Ellenfél Eredmény | Helyezés |
| ------------------------ | ----------- | ---------------------------------------------- | ---------------------------------------------------------------------------------------- | --- | --- | ----------------- | ----------------- | ----------------- | -------- |
| Arai Sú                  | Egyes       | Song Liu (ARG) · 7-11, 11-7, 10-12, 5-11, 4-11 | kiesett                                                                                  | kiesett                                                                                                 | kiesett                                                                                                 | kiesett           | kiesett           | kiesett           | 49.      |
| Juzava Rjó               | Egyes       | Luis Lin (DOM) · 8-11, 11-7, 8-11, 3-11, 9-11  | kiesett                                                                                  | kiesett                                                                                                 | kiesett                                                                                                 | kiesett           | kiesett           | kiesett           | 49.      |
| Macusita Kódzsi          | Egyes       | Trevor Brown (AUS) · 11-4, 11-6, 11-9, 11-3    | Danny Heister (NED) · 11-7, 11-7, 11-8, 11-4                                             | Ju Szungmin (KOR) · 9-11, 6-11, 6-11, 2-11                                                              | kiesett                                                                                                 | kiesett           | kiesett           | kiesett           | 17.      |
| Arai Sú Juzava Rjó       | Páros       |                                                | Algéria (ALG) · Mohammed Búdzsádzsa · Abd el-Hakím el-Dzsazíri · 11-6, 11-2, 11-8, 18-16 | Németország (GER) · Timo Boll · Zoltan Fejer-Konnerth · 4-11, 9-11, 4-11, 9-11                          | kiesett                                                                                                 | kiesett           | kiesett           | kiesett           | 17.      |
| Kitó Akira Taszaki Tosio | Páros       |                                                |                                                                                          | Görögország (GRE) · Panajótisz Giónisz · Kalínikosz Kreánga · 9-11, 6-11, 11-5, 8-11, 11-6, 13-11, 11-4 | Szerbia és Montenegró (SCG) · Slobodan Grujić · Aleksandar Karakašević · 9-11, 11-9, 9-11, 10-12, 10-12 | kiesett           | kiesett           | kiesett           | 9.       |

Női
| Versenyző                 | Versenyszám | 64-es főtábla     | 48-as főtábla                                              | 32-es főtábla                                             | Nyolcaddöntő                                                                  | Negyeddöntő                                                                  | Elődöntő          | Döntő             | Helyezés |
| Versenyző                 | Versenyszám | Ellenfél Eredmény | Ellenfél Eredmény                                          | Ellenfél Eredmény                                         | Ellenfél Eredmény                                                             | Ellenfél Eredmény                                                            | Ellenfél Eredmény | Ellenfél Eredmény | Helyezés |
| ------------------------- | ----------- | ----------------- | ---------------------------------------------------------- | --------------------------------------------------------- | ----------------------------------------------------------------------------- | ---------------------------------------------------------------------------- | ----------------- | ----------------- | -------- |
| Fudzsinuma Ai             | Egyes       |                   | Nieves Wu (DOM) · 13-11, 11-7, 14-12, 11-5                 | Jia Liu (AUT) · 7-11, 6-11, 12-10, 11-6, 11-7, 8-11, 11-7 | Zhang Xueling (SIN) · 7-11, 8-11, 11-6, 7-11, 11-9, 9-11                      | kiesett                                                                      | kiesett           | kiesett           | 9.       |
| Fukuhara Ai               | Egyes       |                   | Miao Miao (AUS) · 5-11, 7-11, 11-9, 11-6, 11-6, 9-11, 11-9 | Gao Jun (USA) · 11-3, 11-6, 11-8, 11-9                    | Kim Gjonga (KOR) · 8-11, 5-11, 11-7, 13-15, 6-11                              | kiesett                                                                      | kiesett           | kiesett           | 9.       |
| Umemura Aja               | Egyes       |                   |                                                            | Jie Schöpp (GER) · 15-13, 9-11, 12-10, 4-11, 11-7, 11-3   | Li Jia Wei (SIN) · 12-14, 11-13, 11-8, 13-15, 11-9, 7-11                      | kiesett                                                                      | kiesett           | kiesett           | 9.       |
| Fudzsinuma Ai Umemura Aja | Páros       |                   |                                                            |                                                           | Hongkong (HKG) · Lau Sui Fei · Lin Ling · 11-9, 6-11, 11-9, 12-10, 7-11, 11-7 | Kína (CHN) · Kuo Jüe · Niu Csien-feng · 3-11, 10-12, 11-9, 14-12, 4-11, 8-11 | kiesett           | kiesett           | 5.       |

## Atlétika
Férfi
| Versenyző                                                          | Versenyszám     | Előfutam | Előfutam | Előfutam | Negyeddöntő | Negyeddöntő | Negyeddöntő | Elődöntő | Elődöntő | Elődöntő | Döntő         | Döntő         |
| Versenyző                                                          | Versenyszám     | Idő      | Hely.    | Össz.    | Idő         | Hely.       | Össz.       | Idő      | Hely.    | Össz.    | Idő           | Helyezés      |
| ------------------------------------------------------------------ | --------------- | -------- | -------- | -------- | ----------- | ----------- | ----------- | -------- | -------- | -------- | ------------- | ------------- |
| Aszahara Nobuharu                                                  | 100 m           | 10,33    | 1.       | 33.*     | 10,24       | 4.          | 21.***      | kiesett  | kiesett  | kiesett  | kiesett       | kiesett       |
| Szuecugu Singo                                                     | 100 m           | 10,27    | 3.       | 24.**    | 10,19       | 5.          | 17.         | kiesett  | kiesett  | kiesett  | kiesett       | kiesett       |
| Cucsie Hirojaszu                                                   | 100 m           | 10,37    | 5.       | 39.      | kiesett     | kiesett     | kiesett     | kiesett  | kiesett  | kiesett  | kiesett       | kiesett       |
| Macuda Rjó                                                         | 200 m           | 24,59    | 8.       | 52.      | kiesett     | kiesett     | kiesett     | kiesett  | kiesett  | kiesett  | kiesett       | kiesett       |
| Takahira Sindzsi                                                   | 200 m           | 21,05    | 6.       | 40.*     | kiesett     | kiesett     | kiesett     | kiesett  | kiesett  | kiesett  | kiesett       | kiesett       |
| Jamagucsi Juki                                                     | 400 m           | 46,16    | 5.       | 31.*     |             |             |             | kiesett  | kiesett  | kiesett  | kiesett       | kiesett       |
| Oszakada Dzsun                                                     | 400 m           | 46,39    | 5.       | 39.      |             |             |             | kiesett  | kiesett  | kiesett  | kiesett       | kiesett       |
| Szató Micuhiro                                                     | 400 m           | 46,70    | 5.       | 44.      |             |             |             | kiesett  | kiesett  | kiesett  | kiesett       | kiesett       |
| Óno Rjúdzsi                                                        | 10 000 m        |          |          |          |             |             |             |          |          |          | 29:06,50      | 19.           |
| Naito Maszato                                                      | 110 m gát       | 13,56    | 5.       | 27.*     | 13,54       | 6.          | 20.         | kiesett  | kiesett  | kiesett  | kiesett       | kiesett       |
| Tanigava Szatoru                                                   | 110 m gát       | 13,39    | 3.       | 7.***    | 13,70       | 7.          | 26.         | kiesett  | kiesett  | kiesett  | kiesett       | kiesett       |
| Josizava Ken                                                       | 400 m gát       | 50,95    | 6.       | 29.      |             |             |             | kiesett  | kiesett  | kiesett  | kiesett       | kiesett       |
| Tameszue Dai                                                       | 400 m gát       | 48,80    | 3.       | 10.      |             |             |             | 48,46    | 3.       | 10.      | kiesett       | kiesett       |
| Ivamizu Jositaka                                                   | 3000 m akadály  | 8:29,07  | 6.       | 23.      |             |             |             |          |          |          | kiesett       | kiesett       |
| Aburaja Sigeru                                                     | Maraton         |          |          |          |             |             |             |          |          |          | 2:13:11       | 5.            |
| Kunicsika Tomoaki                                                  | Maraton         |          |          |          |             |             |             |          |          |          | 2:21:13       | 42.           |
| Szuva Tosinari                                                     | Maraton         |          |          |          |             |             |             |          |          |          | 2:13:24       | 6.            |
| Jamazaki Júki                                                      | 20 km gyaloglás |          |          |          |             |             |             |          |          |          | nem ért célba | nem ért célba |
| Jamazaki Júki                                                      | 50 km gyaloglás |          |          |          |             |             |             |          |          |          | 3:57:00       | 16.           |
| Tanii Takajuki                                                     | 50 km gyaloglás |          |          |          |             |             |             |          |          |          | kizárták      | kizárták      |
| Tanii Takajuki                                                     | 20 km gyaloglás |          |          |          |             |             |             |          |          |          | 1:23:38       | 15.           |
| Cucsie Hirojaszu Szuecugu Singo Takahira Sindzsi Aszahara Nobuharu | 4 × 100 m váltó | 38,53    | 5.       | 5.**     |             |             |             |          |          |          | 38,49         | 4.            |
| Jamagucsi Juki Oszakada Dzsun Itó Tomohiro Szató Micuhiro          | 4 × 400 m váltó | 3:02,71  | 2.       | 5.       |             |             |             |          |          |          | 3:00,99       | 4.            |

| Versenyző            | Versenyszám   | Selejtező | Selejtező | Döntő    | Döntő    |
| Versenyző            | Versenyszám   | Eredmény  | Helyezés  | Eredmény | Helyezés |
| -------------------- | ------------- | --------- | --------- | -------- | -------- |
| Szavano Daicsi       | Rúdugrás      | 570 cm    | 15.       | 555 cm   | 13.**    |
| Terano Sinicsi       | Távolugrás    | 770 cm    | 29.       | kiesett  | kiesett  |
| Szugibajasi Takanori | Hármasugrás   | 16,00 m   | 38.       | kiesett  | kiesett  |
| Murofusi Kódzsi      | Kalapácsvetés | 79,55 m   | 3.        | 82,91 m  |          |
| Murakami Jukifumi    | Gerelyhajítás | 78,59 m   | 18.       | kiesett  | kiesett  |

Női
| Versenyző        | Versenyszám     | Előfutam | Előfutam | Előfutam | Elődöntő | Elődöntő | Elődöntő | Döntő    | Döntő    |
| Versenyző        | Versenyszám     | Idő      | Hely.    | Össz.    | Idő      | Hely.    | Össz.    | Idő      | Helyezés |
| ---------------- | --------------- | -------- | -------- | -------- | -------- | -------- | -------- | -------- | -------- |
| Szugimori Miho   | 800 m           | 2:02,82  | 6.       | 21.      | kiesett  | kiesett  | kiesett  | kiesett  | kiesett  |
| Fukusi Kajoko    | 10 000 m        |          |          |          |          |          |          | 33:48,66 | 26.      |
| Hirojama Harumi  | 10 000 m        |          |          |          |          |          |          | 32:15,12 | 18.      |
| Tanaka Megumi    | 10 000 m        |          |          |          |          |          |          | 31:42,18 | 13.      |
| Nogucsi Mizuki   | Maraton         |          |          |          |          |          |          | 2:26:20  |          |
| Szakamoto Naoko  | Maraton         |          |          |          |          |          |          | 2:31:43  | 7.       |
| Tosza Reiko      | Maraton         |          |          |          |          |          |          | 2:28:44  | 5.       |
| Kavaszaki Majumi | 20 km gyaloglás |          |          |          |          |          |          | 1:37:56  | 40.      |

| Versenyző     | Versenyszám   | Selejtező | Selejtező | Döntő    | Döntő    |
| Versenyző     | Versenyszám   | Eredmény  | Helyezés  | Eredmény | Helyezés |
| ------------- | ------------- | --------- | --------- | -------- | -------- |
| Kondó Takajo  | Rúdugrás      | 415 cm    | 32.       | kiesett  | kiesett  |
| Hanaoka Maho  | Távolugrás    | 631 cm    | 33.       | kiesett  | kiesett  |
| Mori Csinacu  | Súlylökés     | 15,86 m   | 31.       | kiesett  | kiesett  |
| Murofusi Juka | Kalapácsvetés | 65,33 m   | 27.       | kiesett  | kiesett  |

| Versenyző   | Versenyszám | 100 m gát | 100 m gát | Magasugrás | Magasugrás | Súlylökés | Súlylökés | 200 m | 200 m | Távolugrás               | Távolugrás               | Gerelyhajítás | Gerelyhajítás | 800 m   | 800 m | Végeredmény | Végeredmény |
| Versenyző   | Versenyszám | Idő       | Pont      | Eredmény   | Pont       | Eredmény  | Pont      | Idő   | Pont  | Eredmény                 | Pont                     | Eredmény      | Pont          | Idő     | Pont  | Pont        | Helyezés    |
| ----------- | ----------- | --------- | --------- | ---------- | ---------- | --------- | --------- | ----- | ----- | ------------------------ | ------------------------ | ------------- | ------------- | ------- | ----- | ----------- | ----------- |
| Nakata Juki | Hétpróba    | 13,94     | 987       | 176 cm     | 928        | 11,54 m   | 631       | 25,76 | 818   | érvényes kísérlet nélkül | érvényes kísérlet nélkül | 39,75 m       | 662           | 2:18,46 | 845   | 4871        | 28.         |

* - egy másik versenyzővel azonos időt ért el

** - két másik versenyzővel azonos időt/eredményt ért el

*** - három másik versenyzővel azonos időt ért el

## Baseball
| #          | Poz. | Név                  | Születési idő                    | Klub                           |
| ---------- | ---- | -------------------- | -------------------------------- | ------------------------------ |
| 11         | P    | Simizu Naojuki       | 1975. november 24. (28 évesen)   | Chiba Lotte Marines            |
| 13         | P    | Ivasze Hitoki        | 1974. november 10. (29 évesen)   | Chunichi Dragons               |
| 15         | P    | Kuroda Hiroki        | 1975. február 10. (29 évesen)    | Hiroshima Toyo Carp            |
| 16         | P    | Andó Júja            | 1977. december 27. (26 évesen)   | Hanshin Tigers                 |
| 17         | P    | Miura Daiszuke       | 1973. december 25. (30 évesen)   | Yokohama Bay Stars             |
| 18         | P    | Macuzaka Daiszuke    | 1980. szeptember 13. (23 évesen) | Seibu Lions                    |
| 19         | P    | Uehara Kódzsi        | 1975. április 3. (29 évesen)     | Yomiuri Giants                 |
| 20         | P    | Ivakuma Hiszasi      | 1981. április 12. (23 évesen)    | Osaka Kintetsu Buffaloes       |
| 21         | P    | Vada Cujosi          | 1981. február 21. (23 évesen)    | Fukuoka Softbank Hawks         |
| 30         | P    | Kobajasi Maszahide   | 1974. május 24. (30 évesen)      | Chiba Lotte Marines            |
| 61         | P    | Isii Hirotosi        | 1977. szeptember 14. (26 évesen) | Tokyo Yakult Swallows          |
| 9          | C    | Dzsódzsima Kendzsi   | 1976. június 8. (28 évesen)      | Fukuoka Softbank Hawks         |
| 59         | C    | Aikava Rjódzsi       | 1976. július 11. (28 évesen)     | Yokohama Bay Stars             |
| 2          | IF   | Ogaszavara Micsihiro | 1973. október 25. (30 évesen)    | Nippon-Ham Fighters            |
| 5          | IF   | Nakamura Norihiro    | 1973. július 24. (31 évesen)     | Japán Osaka Kintetsu Buffaloes |
| 6          | IF   | Mijamoto Sinja       | 1970. november 5. (33 évesen)    | Tokyo Yakult Swallows          |
| 8          | IF   | Kaneko Makoto        | 1975. november 8. (28 évesen)    | Nippon-Ham Fighters            |
| 25         | IF   | Fudzsimoto Acusi     | 1977. október 4. (26 évesen)     | Hanshin Tigers                 |
| 1          | OF   | Fukudome Kószuke     | 1977. április 26. (27 évesen)    | Chunichi Dragons               |
| 10         | OF   | Tani Jositomo        | 1973. február 9. (31 évesen)     | Orix Blue Wave                 |
| 23         | OF   | Muramacu Arihito     | 1972. december 12. (31 évesen)   | Orix Blue Wave                 |
| 24         | OF   | Takahasi Josinobu    | 1975. április 3. (29 évesen)     | Yomiuri Giants                 |
| 55         | OF   | Vada Kazuhiro        | 1972. június 19. (32 évesen)     | Seibu Lions                    |
| 27         | U    | Kimura Takuja        | 1972. április 15. (32 évesen)    | Hiroshima Toyo Carp            |
| Vezetőedző |      |                      |                                  |                                |
| 33         |      | Nakahata Kijosi      | 1954. január 6. (50 évesen)      |                                |

- Kor: 2004. augusztus 14-i kora

### Eredmények
Csoportkör
| Csapat      | M | Gy | V | P+ | P– | Pk  |
| ----------- | - | -- | - | -- | -- | --- |
| Japán       | 7 | 6  | 1 | 49 | 20 | +29 |
| Kuba        | 7 | 6  | 1 | 41 | 17 | +24 |
| Kanada      | 7 | 5  | 2 | 39 | 17 | +22 |
| Ausztrália  | 7 | 4  | 3 | 49 | 30 | +19 |
| Tajvan      | 7 | 3  | 4 | 24 | 28 | –4  |
| Hollandia   | 7 | 2  | 5 | 29 | 55 | –26 |
| Görögország | 7 | 1  | 6 | 24 | 49 | –25 |
| Olaszország | 7 | 1  | 6 | 19 | 58 | –39 |

| 2004. augusztus 15. 11:30 |  | Olaszország (ITA) | 0–12 | Japán |  |  |
| 2004. augusztus 15. 11:30 |  |                   |      |       |  |  |

| 2004. augusztus 16. 18:30 |  | Japán (JPN) | 8–3 | Hollandia |  |  |
| 2004. augusztus 16. 18:30 |  |             |     |           |  |  |

| 2004. augusztus 17. 19:30 |  | Kuba (CUB) | 3–6 | Japán |  |  |
| 2004. augusztus 17. 19:30 |  |            |     |       |  |  |

| 2004. augusztus 18. 11:30 |  | Japán (JPN) | 4–9 | Ausztrália |  |  |
| 2004. augusztus 18. 11:30 |  |             |     |            |  |  |

| 2004. augusztus 20. 11:30 |  | Japán (JPN) | 9–1 | Kanada |  |  |
| 2004. augusztus 20. 11:30 |  |             |     |        |  |  |

| 2004. augusztus 21. 10:30 |  | Japán (JPN) | 4–3 | Tajvan |  |  |
| 2004. augusztus 21. 10:30 |  |             |     |        |  |  |

| 2004. augusztus 22. 11:30 |  | Görögország (GRE) | 1–6 | Japán |  |  |
| 2004. augusztus 22. 11:30 |  |                   |     |       |  |  |

Elődöntő
| 2004. augusztus 24. 11:30 |  | Japán (JPN) | 0–1 | Ausztrália |  |  |
| 2004. augusztus 24. 11:30 |  |             |     |            |  |  |

Bronzmérkőzés
| 2004. augusztus 25. 11:30 |  | Kanada (CAN) | 2–11 | Japán |  |  |
| 2004. augusztus 25. 11:30 |  |              |      |       |  |  |

| Csapat | Helyezés |
| ------ | -------- |
| Japán  |          |

## Birkózás

### Férfi
Kötöttfogású
| Versenyző         | Versenyszám | Csoportkör                                                                                          | Csoportkör | Negyeddöntő                | Elődöntő          | Bronz- mérkőzés                             | Döntő             | Helyezés |
| Versenyző         | Versenyszám | Ellenfél Eredmény                                                                                   | Hely.      | Ellenfél Eredmény          | Ellenfél Eredmény | Ellenfél Eredmény                           | Ellenfél Eredmény | Helyezés |
| ----------------- | ----------- | --------------------------------------------------------------------------------------------------- | ---------- | -------------------------- | ----------------- | ------------------------------------------- | ----------------- | -------- |
| Tojota Maszatosi  | 55 kg       | A csoport · Majoros István (HUN) · 3-5 · Jansel Ramírez (DOM) · 11-0                                | 2.         | kiesett                    | kiesett           | kiesett                                     | kiesett           | 10.      |
| Szaszamoto Makoto | 60 kg       | D csoport · Sidney Guzman (PER) · 11-0 · Davor Štefanek (SCG) · 9-1                                 | 1.         | Armen Nazarjan (BUL) · 3-5 |                   | 5. helyért · Nurlan Kojzsaganov (KAZ) · 4-0 |                   | 5.       |
| Nagata Kacuhiko   | 74 kg       | B csoport · Marko Yli-Hannukse (FIN) · 0-3 · Danyijar Kobonov (KGZ) · 2-3                           | 3.         | kiesett                    | kiesett           | kiesett                                     | kiesett           | 16.      |
| Macumoto Singo    | 84 kg       | F csoport · Ara Abrahamian (SWE) · 0-5 · Bátky Attila (SVK) · 3-1 · Zsanarbek Kenzsejev (KGZ) · 7-1 | 2.         | kiesett                    | kiesett           | kiesett                                     | kiesett           | 7.       |

Szabadfogású
| Versenyző         | Versenyszám | Csoportkör                                                                                       | Csoportkör | Negyeddöntő                     | Elődöntő                          | Bronz- mérkőzés                                 | Döntő             | Helyezés |
| Versenyző         | Versenyszám | Ellenfél Eredmény                                                                                | Hely.      | Ellenfél Eredmény               | Ellenfél Eredmény                 | Ellenfél Eredmény                               | Ellenfél Eredmény | Helyezés |
| ----------------- | ----------- | ------------------------------------------------------------------------------------------------ | ---------- | ------------------------------- | --------------------------------- | ----------------------------------------------- | ----------------- | -------- |
| Tanabe Csikara    | 55 kg       | D csoport · Namiq Abdullayev (AZE) · 5-2 · Jogesvar Datt (IND) · 4-3                             | 1.         | Kim Hjoszop (KOR) · 10-0        | Stephen Abas (USA) · 0-3          | Amiran Kardanov (GRE) · 7-0                     |                   |          |
| Inoue Kendzsi     | 60 kg       | F csoport · Csong Jongho (KOR) · 7-2 · Damir Zakhartdinov (UZB) · 2-3 · Lubos Cikel (AUT) · 13-0 | 1.         |                                 | Maszud Musztafa Gokár (IRI) · 4-5 | Vaszil Fedorisin (UKR) · 6-5                    |                   |          |
| Ikemacu Kazuhiko  | 66 kg       | A csoport · Pek Csinguk (KOR) · 4-3 · Fred Jessey (NGR) · TUS                                    | 1.         | Leonyid Szpiridonov (KAZ) · 2-3 |                                   | 5. helyért · Apósztolosz Taszkúdisz (GRE) · 6-4 |                   | 5.       |
| Obata Kunihiko    | 74 kg       | A csoport · Iván Fundora (CUB) · 0-8 · Szudzsít Mán (IND) · 8-0                                  | 2.         | kiesett                         | kiesett                           | kiesett                                         | kiesett           | 12.      |
| Jokojama Hidekazu | 84 kg       | A csoport · Mádzsid Hodáji (IRI) · 1-8 · Anudzs Kumár (IND) · 11-5                               | 2.         | kiesett                         | kiesett                           | kiesett                                         | kiesett           | 10.      |

### Női
Szabadfogású
| Versenyző       | Versenyszám | Csoportkör                                                                   | Csoportkör | Elődöntő                         | Bronz- mérkőzés                | Döntő                         | Helyezés |
| Versenyző       | Versenyszám | Ellenfél Eredmény                                                            | Hely.      | Ellenfél Eredmény                | Ellenfél Eredmény              | Ellenfél Eredmény             | Helyezés |
| --------------- | ----------- | ---------------------------------------------------------------------------- | ---------- | -------------------------------- | ------------------------------ | ----------------------------- | -------- |
| Icsó Csiharu    | 48 kg       | A csoport · Brigitte Wagner (GER) · TUS · Lyndsay Belisle (CAN) · 12-0       | 1.         | Angélique Berthenet (FRA) · 12-1 |                                | Irina Merlenyi (UKR) · 2-2 PP |          |
| Josida Szaori   | 55 kg       | C csoport · Szun Tung-mej (CHN) · 11-0 · Diletta Giampiccolo (ITA) · 10-0    | 1.         | Anna Gomis (FRA) · 7-6           |                                | Tonya Verbeek (CAN) · 6-0     |          |
| Icsó Kaori      | 63 kg       | D csoport · Aljona Kartasova (RUS) · 6-2 · Ljudmila Holovcsenko (UKR) · 10-0 | 1.         | Lise Golliot-Legrand (FRA) · 4-0 |                                | Sara McMann (USA) · 3-2       |          |
| Hamagucsi Kjóko | 72 kg       | D csoport · Toccara Montgomery (USA) · 8-4 · Sztanka Zlateva (BUL) · 10-0    | 1.         | Vang Hszü (CHN) · 4-6            | Szvitlana Szajenko (UKR) · 4-0 |                               |          |

PP - döntő fölény

## Cselgáncs
Férfi
| Versenyző          | Versenyszám   | Selejtező                    | 32-es főtábla                        | Nyolcaddöntő                            | Negyeddöntő                          | Elődöntő                                | Vigaszág első kör                | Vigaszág negyeddöntő               | Vigaszág elődöntő | Bronz- mérkőzés   | Döntő                              | Helyezés    |
| Versenyző          | Versenyszám   | Ellenfél Eredmény            | Ellenfél Eredmény                    | Ellenfél Eredmény                       | Ellenfél Eredmény                    | Ellenfél Eredmény                       | Ellenfél Eredmény                | Ellenfél Eredmény                  | Ellenfél Eredmény | Ellenfél Eredmény | Ellenfél Eredmény                  | Helyezés    |
| ------------------ | ------------- | ---------------------------- | ------------------------------------ | --------------------------------------- | ------------------------------------ | --------------------------------------- | -------------------------------- | ---------------------------------- | ----------------- | ----------------- | ---------------------------------- | ----------- |
| Nomura Tadahiro    | Légsúly       |                              | Modesto Lara (DOM) · 1120-0000       | Oliver Gussenberg (GER) · 1000-0000     | Miguel Albarracín (ARG) · 1000-0000  | Hasbátarín Cagánbátar (MGL) · 1000-0000 |                                  |                                    |                   |                   | Nesztor Hergiani (GEO) · 0100-0001 |             |
| Ucsisiba Maszato   | Harmatsúly    |                              | Jorge Lencina (ARG) · 1011-0000      | Gantömörín Dasdavá (MGL) · 1001-0000    | Magomed Dzsafarov (RUS) · 1001-0000  | Georgi Georgiev (BUL) · 1000-0000       |                                  |                                    |                   |                   | Jozef Krnáč (SVK) · 1000-0000      |             |
| Takamacu Maszahiro | Könnyűsúly    |                              | Davit Kevhisvili (GEO) · 0010-0101   | kiesett                                 | kiesett                              | kiesett                                 |                                  |                                    |                   |                   |                                    | helyezetlen |
| Tomoucsi Maszahiko | Váltósúly     |                              | Dmitrij Noszov (RUS) · 0001-0201     |                                         |                                      |                                         | Roberto Meloni (ITA) · 0001-0102 | kiesett                            | kiesett           | kiesett           |                                    | helyezetlen |
| Izumi Hirosi       | Középsúly     |                              | Szjarhej Kuharenka (BLR) · 1000-0000 | Dionísziosz Iliádisz (GRE) · 1010-0010  | Eduardo Costa (ARG) · 0001-0000      | Hvang Hithe (KOR) · 0101-0001           |                                  |                                    |                   |                   | Zurab Zviadauri (GEO) · 0000-1001  |             |
| Inoue Kószei       | Félnehézsúlyú | Amel Mekić (BIH) · 1010-0000 | Kovács Antal (HUN) · 0002-0001       | Martin Kelly (AUS) · 1000-0000          | Elco van der Geest (NED) · 0010-1020 |                                         |                                  | Mövlud Mirəliyev (AZE) · 0000-1011 | kiesett           | kiesett           |                                    | helyezetlen |
| Szuzuki Keidzsi    | Nehézsúly     |                              | Andreas Tölzer (GER) · 0120-0010     | Harálambosz Papaioánu (GRE) · 1101-0001 | Jurij Ribak (BLR) · 1011-0100        | Paolo Bianchessi (ITA) · 1010-0001      |                                  |                                    |                   |                   | Tamerlan Tmenov (RUS) · 1000-0000  |             |

Női
| Versenyző      | Versenyszám  | Selejtező                         | Nyolcaddöntő                            | Negyeddöntő                          | Elődöntő                           | Vigaszág első kör | Vigaszág negyeddöntő               | Vigaszág elődöntő | Bronz- mérkőzés   | Döntő                                 | Helyezés    |
| Versenyző      | Versenyszám  | Ellenfél Eredmény                 | Ellenfél Eredmény                       | Ellenfél Eredmény                    | Ellenfél Eredmény                  | Ellenfél Eredmény | Ellenfél Eredmény                  | Ellenfél Eredmény | Ellenfél Eredmény | Ellenfél Eredmény                     | Helyezés    |
| -------------- | ------------ | --------------------------------- | --------------------------------------- | ------------------------------------ | ---------------------------------- | ----------------- | ---------------------------------- | ----------------- | ----------------- | ------------------------------------- | ----------- |
| Tani Rjóko     | Légsúly      |                                   | María Karajanopúlu (GRE) · 0220-0001    | Szorája Haddád (ALG) · 1011-0001     | Alina Dumitru (ROU) · 0211-0001    |                   |                                    |                   |                   | Frédérique Jossinet (FRA) · 0112-0001 |             |
| Jokoszava Juki | Harmatsúly   | I Szangszim (PRK) · 1000-0000     | Hortence Diédhiou (SEN) · 0101-0100     | Georgina Singleton (GBR) · 1001-0000 | Amarilis Savón (CUB) · 1000-0010   |                   |                                    |                   |                   | Hszien Tung-mej (CHN) · 0000-1000     |             |
| Kuszakabe Kie  | Könnyűsúly   | Rudymar Fleming (VEN) · 1000-0000 | Hisigbatín Erdenet-Od (MGL) · 0020-0002 | Ivonne Bönisch (GER) · 0000-0200     |                                    |                   | Isabel Fernández (ESP) · 0001-0010 | kiesett           | kiesett           |                                       | helyezetlen |
| Tanimoto Ajumi | Váltósúly    | Szaída ez-Záhri (TUN) · 1000-0000 | Diana Maza (ECU) · 1000-0000            | Marie Chisholm (CAN) · 1000-0000     | Daniela Krukower (ARG) · WO        |                   |                                    |                   |                   | Claudia Heill (AUT) · 0200-0000       |             |
| Ueno Maszae    | Középsúly    | Celita Schutz (USA) · 1000-0001   | Raša Sraka (SLO) · 0012-0001            | Catherine Jacques (BEL) · 1000-0000  | Cath Arlove (AUS) · 1002-0000      |                   |                                    |                   |                   | Edith Bosch (NED) · 1000-0001         |             |
| Anno Noriko    | Félnehézsúly |                                   | Keivi Mayerlin Pinto (VEN) · 1011-0000  | Lucia Morico (ITA) · 0101-0001       | Céline Lebrun (FRA) · 0010-0000    |                   |                                    |                   |                   | Liu Hszia (CHN) · 1010-0001           |             |
| Cukada Maki    | Nehézsúly    |                                   | Jessica Malone (AUS) · 1000-0000        | Marina Prokofjeva (UKR) · 1012-0000  | Tea Donguzasvili (RUS) · 0210-0000 |                   |                                    |                   |                   | Daima Beltrán (CUB) · 1000-0100       |             |

WO - mérkőzés nélkül

## Evezés
Férfi
| Versenyző                    | Versenyszám              | Előfutam | Előfutam | Vigaszág | Vigaszág | Elődöntő | Elődöntő | Elődöntő | Döntő | Döntő   | Döntő | Helyezés |
| Versenyző                    | Versenyszám              | Idő      | Hely.    | Idő      | Hely.    | Típus    | Idő      | Hely.    | Típus | Idő     | Hely. | Helyezés |
| ---------------------------- | ------------------------ | -------- | -------- | -------- | -------- | -------- | -------- | -------- | ----- | ------- | ----- | -------- |
| Ura Kazusige Takeda Daiszaku | Könnyűsúlyú kétpárevezős | 6:24,08  | 4.       | 6:17,26  | 1.       | A/B      | 6:18,51  | 3.       | A     | 6:24,98 | 6.    | 6.       |

Női
| Versenyző                     | Versenyszám              | Előfutam | Előfutam | Vigaszág | Vigaszág | Elődöntő | Elődöntő | Elődöntő | Döntő | Döntő   | Döntő | Helyezés |
| Versenyző                     | Versenyszám              | Idő      | Hely.    | Idő      | Hely.    | Típus    | Idő      | Hely.    | Típus | Idő     | Hely. | Helyezés |
| ----------------------------- | ------------------------ | -------- | -------- | -------- | -------- | -------- | -------- | -------- | ----- | ------- | ----- | -------- |
| Ucsijama Kahori Ivamoto Akiko | Könnyűsúlyú kétpárevezős | 7:14,04  | 5.       | 7:07,07  | 4.       |          |          |          | C     | 7:37,46 | 1.    | 13.      |

## Gyeplabda

### Női
| #               | Név               |         |         |         |         |         |         |         |
| Kapusok         | Kapusok           | Kapusok | Kapusok | Kapusok | Kapusok | Kapusok | Kapusok | Kapusok |
| --------------- | ----------------- | ------- | ------- | ------- | ------- | ------- | ------- | ------- |
| 1               | Terazono Rie      |         |         |         |         |         |         |         |
| 12              | Mijazaki Nami     |         |         |         |         |         |         |         |
| Mezőnyjátékosok |                   |         |         |         |         |         |         |         |
| 2               | Miura Keiko (CSK) |         |         |         |         |         |         |         |
| 3               | Kató Akemi        |         |         |         |         |         |         |         |
| 4               | Jamamoto Jukari   |         |         |         |         |         |         |         |
| 5               | Ivao Szacsimi     |         |         |         |         |         |         |         |
| 6               | Kimura Csie       |         |         |         |         |         |         |         |
| 7               | Komazava Rika     |         |         |         |         |         |         |         |
| 8               | Morimoto Szakae   |         |         |         |         |         |         |         |
| 9               | Csiba Kaori       |         |         |         |         |         |         |         |
| 10              | Szaitó Naoko      |         |         |         |         |         |         |         |
| 11              | Komori Tomomi     |         |         |         |         |         |         |         |
| 13              | Kitada Akiko      |         |         |         |         |         |         |         |
| 14              | Isida Rika        |         |         |         |         |         |         |         |
| 15              | Szakurai Emi      |         |         |         |         |         |         |         |
| 16              | Nakagava Mijuki   |         |         |         |         |         |         |         |
| Tartalékok      |                   |         |         |         |         |         |         |         |
| Vezetőedző      |                   |         |         |         |         |         |         |         |
|                 | Kobajasi Kazunori |         |         |         |         |         |         |         |

#### Eredmények
Csoportkör
A csoport
| Csapat              | M | Gy | D | V | G+ | G– | Gk | P  |
| ------------------- | - | -- | - | - | -- | -- | -- | -- |
| Kína (CHN)          | 4 | 4  | 0 | 0 | 11 | 2  | +9 | 12 |
| Argentína (ARG)     | 4 | 3  | 0 | 1 | 12 | 4  | +8 | 9  |
| Japán (JPN)         | 4 | 2  | 0 | 2 | 5  | 7  | –2 | 6  |
| Új-Zéland (NZL)     | 4 | 1  | 0 | 3 | 3  | 9  | –6 | 3  |
| Spanyolország (ESP) | 4 | 0  | 0 | 4 | 3  | 12 | –9 | 0  |

| 2004. augusztus 14. 10:30 | Kína (CHN)                                                 | 3–0   | Japán (JPN) | Játékvezetők: Marelize de Clerk (RSA), Renee Cohen (NED) |
| 2004. augusztus 14. 10:30 | Fu Pao-zsung 8' · Tang Csun-ling 39' · Csen Csün-csing 67' | (1–0) |             | Játékvezetők: Marelize de Clerk (RSA), Renee Cohen (NED) |

| 2004. augusztus 16. 8:30 | Japán (JPN)  | 1–3        | Argentína (ARG)                           | Játékvezetők: Minka Woolley (AUS), Lyn Farrell (NZL) |
| 2004. augusztus 16. 8:30 | Komazava 27' | (1–1)      | Arrondo 19' · García 37' · di Giacomo 58' | Játékvezetők: Minka Woolley (AUS), Lyn Farrell (NZL) |
| 2004. augusztus 16. 8:30 |              | Büntetések | di Giacomo 52'                            | Játékvezetők: Minka Woolley (AUS), Lyn Farrell (NZL) |

| 2004. augusztus 18. 20:00 | Japán (JPN)     | 2–0        | Új-Zéland (NZL)          | Játékvezetők: Carolina de la Fuente (ARG), Gina Spitaleri (ITA) |
| 2004. augusztus 18. 20:00 | Komori 18', 52' | (1–0)      |                          | Játékvezetők: Carolina de la Fuente (ARG), Gina Spitaleri (ITA) |
| 2004. augusztus 18. 20:00 |                 | Büntetések | Claxton 50' Drysdale 61' | Játékvezetők: Carolina de la Fuente (ARG), Gina Spitaleri (ITA) |

| 2004. augusztus 20. 20:00 | Spanyolország (ESP) | 1–2   | Japán (JPN)                | Játékvezetők: Jean Duncan (GBR), Ute Conen (GER) |
| 2004. augusztus 20. 20:00 | Termens 67'         | (0–2) | Morimoto 5' · Komazava 34' | Játékvezetők: Jean Duncan (GBR), Ute Conen (GER) |

Az 5–8. helyért
| 2004. augusztus 24. 11:00 | Japán (JPN) | 1–3        | Ausztrália (AUS)                          | Játékvezetők: Sarah Garnet (NZL), Carolina de la Fuente (ARG) |
| 2004. augusztus 24. 11:00 | Komori 15'  | (1–2)      | Gallagher 27' · Faulkner 33' · Powell 37' | Játékvezetők: Sarah Garnet (NZL), Carolina de la Fuente (ARG) |
| 2004. augusztus 24. 11:00 | Szaitó 30'  | Büntetések | Powell 29' Gallagher 44'                  | Játékvezetők: Sarah Garnet (NZL), Carolina de la Fuente (ARG) |

A 7. helyért
| 2004. augusztus 26. 8:30 | Dél-Korea (KOR)                      | 3–1        | Japán (JPN) | Játékvezetők: Carolina de la Fuente (ARG), Julie Ashton-Lucy (AUS) |
| 2004. augusztus 26. 8:30 | O Goun 12', 18' · Kim Dzsingjong 19' | (3–1)      | Miura 35+'  | Játékvezetők: Carolina de la Fuente (ARG), Julie Ashton-Lucy (AUS) |
| 2004. augusztus 26. 8:30 | I Miszong 41'                        | Büntetések |             | Játékvezetők: Carolina de la Fuente (ARG), Julie Ashton-Lucy (AUS) |

| Csapat      | Helyezés |
| ----------- | -------- |
| Japán (JPN) | 8.       |

## Íjászat
Férfi
| Versenyző                                       | Versenyszám | Selejtező | Selejtező | 64-es főtábla                           | 32-es főtábla                           | Nyolcaddöntő                                                                                | Negyeddöntő                                                                        | Elődöntő                                     | Döntő                               | Helyezés |
| Versenyző                                       | Versenyszám | Pont      | Kiemelt   | Ellenfél Eredmény                       | Ellenfél Eredmény                       | Ellenfél Eredmény                                                                           | Ellenfél Eredmény                                                                  | Ellenfél Eredmény                            | Ellenfél Eredmény                   | Helyezés |
| ----------------------------------------------- | ----------- | --------- | --------- | --------------------------------------- | --------------------------------------- | ------------------------------------------------------------------------------------------- | ---------------------------------------------------------------------------------- | -------------------------------------------- | ----------------------------------- | -------- |
| Furukava Takaharu                               | Egyéni      | 646       | 37.       | Jung Fu-csün (CHN) (28.) · 146-143      | Csang Jongho (KOR) (5.) · 163-166       | kiesett                                                                                     | kiesett                                                                            | kiesett                                      | kiesett                             | 22.      |
| Hamano Júdzsi                                   | Egyéni      | 660       | 17.       | Szatjadev Praszad (IND) (48.) · 150-155 | kiesett                                 | kiesett                                                                                     | kiesett                                                                            | kiesett                                      | kiesett                             | 37.      |
| Jamamoto Hirosi                                 | Egyéni      | 664       | 9.        | Franck Fisseux (FRA) (56.) · 155-147    | Michele Frangilli (ITA) (24.) · 162-154 | Olekszandr Szergyuk (UKR) (25.) · 168-160                                                   | Im Donghjon (KOR) (1.) · 111-110                                                   | Tim Cuddihy (AUS) (12.) · 115 (+10)-115 (+9) | Marco Galiazzo (ITA) (3.) · 109-111 |          |
| Furukava Takaharu Hamano Júdzsi Jamamoto Hirosi | Csapat      | 1970      | 5.        |                                         |                                         | Franciaország (FRA) · Jocelyn de Grandis · Franck Fisseux · Thomas Naglieri (12.) · 254-241 | Ukrajna (UKR) · Dmitro Hracsov · Viktor Ruban · Olekszandr Szergyuk (4.) · 236-242 | kiesett                                      | kiesett                             | 8.       |

Női
| Versenyző                                          | Versenyszám | Selejtező | Selejtező | 64-es főtábla                             | 32-es főtábla                           | Nyolcaddöntő                                                        | Negyeddöntő       | Elődöntő          | Döntő             | Helyezés |
| Versenyző                                          | Versenyszám | Pont      | Kiemelt   | Ellenfél Eredmény                         | Ellenfél Eredmény                       | Ellenfél Eredmény                                                   | Ellenfél Eredmény | Ellenfél Eredmény | Ellenfél Eredmény | Helyezés |
| -------------------------------------------------- | ----------- | --------- | --------- | ----------------------------------------- | --------------------------------------- | ------------------------------------------------------------------- | ----------------- | ----------------- | ----------------- | -------- |
| Kavaucsi Szajoko                                   | Egyéni      | 601       | 53.       | Natalija Burdejna (UKR) (12.) · 137-129   | Alison Williamson (GBR) (21.) · 150-154 | kiesett                                                             | kiesett           | kiesett           | kiesett           | 26.      |
| Kavaszaki Jukari                                   | Egyéni      | 622       | 37.       | Iwona Marcinkiewicz (POL) (28.) · 106-119 | kiesett                                 | kiesett                                                             | kiesett           | kiesett           | kiesett           | 63.      |
| Macusita Szajami                                   | Egyéni      | 624       | 35.       | Alexandra Fouace (FRA) (30.) · 165-157    | Jun Midzsin (KOR) (3.) · 149-173        | kiesett                                                             | kiesett           | kiesett           | kiesett           | 28.      |
| Kavaszaki Jukari Kavaucsi Szajoko Macusita Szajami | Csapat      | 1847      | 14.       |                                           |                                         | Tajvan (TPE) · Chen Li-Ju · Wu Hui-Ju · Yuan Shu-Chi (3.) · 226-240 | kiesett           | kiesett           | kiesett           | 14.      |

## Kajak-kenu

### Síkvízi
Női
| Versenyző                                                | Versenyszám        | Előfutam | Előfutam | Előfutam | Elődöntő | Elődöntő | Elődöntő | Döntő    | Döntő    |
| Versenyző                                                | Versenyszám        | Idő      | Hely.    | Össz.    | Idő      | Hely.    | Össz.    | Idő      | Helyezés |
| -------------------------------------------------------- | ------------------ | -------- | -------- | -------- | -------- | -------- | -------- | -------- | -------- |
| Sirata Mijuki                                            | Kajak egyes 500 m  | 2:00,860 | 7.       | 20.      | 2:03,076 | 7.       | 16.      | kiesett  | kiesett  |
| Kitamoto Sinobu Szuzuki Jumiko                           | Kajak kettes 500 m | 1:44,730 | 4.       | 9.       | 1:47,614 | 8.       | 8.       | kiesett  | kiesett  |
| Kitamoto Sinobu Szuzuki Jumiko Takeja Mikiko Adacsi Miho | Kajak négyes 500 m | 1:36,873 | 4.       | 8.       | 1:35,493 | 2.       | 2.       | 1:40,188 | 9.       |

## Kerékpározás

### Hegyi-kerékpározás
| Versenyző       | Versenyszám        | Idő           | Helyezés |
| --------------- | ------------------ | ------------- | -------- |
| Takeja Kendzsi  | Férfi terepverseny | 1 kör hátrány | 38.      |
| Nakagome Jukari | Női terepverseny   | 1 kör hátrány | 22.      |

### Országúti kerékpározás
Férfi
| Versenyző        | Versenyszám   | Idő             | Helyezés      |
| ---------------- | ------------- | --------------- | ------------- |
| Szuzuki Sinri    | Mezőnyverseny | nem ért célba   | nem ért célba |
| Tasiro Jaszutaka | Mezőnyverseny | 5:50:35 (+8:51) | 57.           |

Női
| Versenyző     | Versenyszám   | Idő             | Helyezés |
| ------------- | ------------- | --------------- | -------- |
| Karami Mijoko | Mezőnyverseny | 3:30:30 (+6:06) | 41.      |
| Oki Miho      | Mezőnyverseny | 3:25:42 (+1:18) | 20.      |

### Pálya-kerékpározás
Sprintversenyek
| Versenyző                                      | Versenyszám         | Selejtező | Selejtező | 1. forduló                                                  | Vigaszág               | Vigaszág | 2. forduló           | Vigaszág               | Vigaszág | 9–12. helyért          | 9–12. helyért | Negyeddöntő          | 5–8. helyért           | 5–8. helyért | Elődöntő             | Döntő                                                                 | Helyezés    |
| Versenyző                                      | Versenyszám         | Idő       | Hely.     | Ellenfél Győztes idő                                        | Ellenfelek Győztes idő | Hely.    | Ellenfél Győztes idő | Ellenfelek Győztes idő | Hely.    | Ellenfelek Győztes idő | Hely.         | Ellenfél Győztes idő | Ellenfelek Győztes idő | Hely.        | Ellenfél Győztes idő | Ellenfél Győztes idő                                                  | Helyezés    |
| ---------------------------------------------- | ------------------- | --------- | --------- | ----------------------------------------------------------- | ---------------------- | -------- | -------------------- | ---------------------- | -------- | ---------------------- | ------------- | -------------------- | ---------------------- | ------------ | -------------------- | --------------------------------------------------------------------- | ----------- |
| Nagacuka Tomohiro                              | Férfi egyéni sprint | 10,646    | 14.       | nem állt rajthoz                                            | kiesett                | kiesett  | kiesett              | kiesett                | kiesett  | kiesett                | kiesett       | kiesett              | kiesett                | kiesett      | kiesett              | kiesett                                                               | helyezetlen |
| Fusimi Tosiaki Inoue Maszaki Nagacuka Tomohiro | Férfi csapatsprint  | 44,355    | 3.        | Hollandia (NED) · Jan Bos · Theo Bos · Teun Mulder · 44,081 |                        |          |                      |                        |          |                        |               |                      |                        |              |                      | Németország (GER) · Jens Fiedler · Stefan Nimke · René Wolff · 43,980 |             |

Időfutam
| Név            | Versenyszám         | Idő    | Helyezés |
| -------------- | ------------------- | ------ | -------- |
| Ószuga Szajuri | Női egyéni időfutam | 35,045 | 10.      |

Keirin
| Versenyző      | Versenyszám  | 1. forduló | Vigaszág | 2. forduló | Döntő    | Helyezés    |
| Versenyző      | Versenyszám  | Helyezés   | Helyezés | Helyezés   | Helyezés | Helyezés    |
| -------------- | ------------ | ---------- | -------- | ---------- | -------- | ----------- |
| Fusimi Tosiaki | Férfi keirin | 6.         | 5.       | kiesett    | kiesett  | helyezetlen |

Pontversenyek
| Versenyző       | Versenyszám       | Pont | Helyezés |
| --------------- | ----------------- | ---- | -------- |
| Iidzsima Makoto | Férfi pontverseny | 13   | 16.      |

## Kosárlabda

### Női

#### Eredmények
Csoportkör
A csoport
| Csapat            | M | Gy | V | P+  | P–  | Pk   | P  |
| ----------------- | - | -- | - | --- | --- | ---- | -- |
| Ausztrália (AUS)  | 5 | 5  | 0 | 418 | 313 | +105 | 10 |
| Oroszország (RUS) | 5 | 4  | 1 | 389 | 333 | +56  | 9  |
| Brazília (BRA)    | 5 | 3  | 2 | 430 | 361 | +69  | 8  |
| Görögország (GRE) | 5 | 2  | 3 | 353 | 392 | –39  | 7  |
| Japán (JPN)       | 5 | 1  | 4 | 381 | 485 | –104 | 6  |
| Nigéria (NGR)     | 5 | 0  | 5 | 335 | 422 | –87  | 5  |

| 2004. augusztus 14. 16:45 | Japán (JPN)                             | 62–128    | Brazília (BRA) | Helliniko Indoor Arena, Athén Nézőszám: 950 Játékvezetők: Giampaolo Cicoria (ITA), Abreu Muhimua Joao (MOZ) |
| 2004. augusztus 14. 16:45 | (22–26, 3–36, 17–33, 20–33) Jegyzőkönyv |           |                | Helliniko Indoor Arena, Athén Nézőszám: 950 Játékvezetők: Giampaolo Cicoria (ITA), Abreu Muhimua Joao (MOZ) |
| 2004. augusztus 14. 16:45 | Hamagucsi 23                            | Pont      | Oliveira 25    | Helliniko Indoor Arena, Athén Nézőszám: 950 Játékvezetők: Giampaolo Cicoria (ITA), Abreu Muhimua Joao (MOZ) |
| 2004. augusztus 14. 16:45 | Jano 5                                  | Lepattanó | Oliveira 13    | Helliniko Indoor Arena, Athén Nézőszám: 950 Játékvezetők: Giampaolo Cicoria (ITA), Abreu Muhimua Joao (MOZ) |
| 2004. augusztus 14. 16:45 | Kuszuda, Nagata 2                       | Gólpassz  | Pinto 7        | Helliniko Indoor Arena, Athén Nézőszám: 950 Játékvezetők: Giampaolo Cicoria (ITA), Abreu Muhimua Joao (MOZ) |

| 2004. augusztus 16. 11:15 | Nigéria (NGR)                            | 73–79     | Japán (JPN)          | Olympic Indoor Hall, Athén Nézőszám: 400 Játékvezetők: Elizabeth Nanette Sisk (USA), Dallas Pickering (NZL) |
| 2004. augusztus 16. 11:15 | (22–22, 24–23, 16–20, 11–14) Jegyzőkönyv |           |                      | Olympic Indoor Hall, Athén Nézőszám: 400 Játékvezetők: Elizabeth Nanette Sisk (USA), Dallas Pickering (NZL) |
| 2004. augusztus 16. 11:15 | Udoka 19                                 | Pont      | Jano 21              | Olympic Indoor Hall, Athén Nézőszám: 400 Játékvezetők: Elizabeth Nanette Sisk (USA), Dallas Pickering (NZL) |
| 2004. augusztus 16. 11:15 | Udoka 16                                 | Lepattanó | Kuszuda, Jano 6      | Olympic Indoor Hall, Athén Nézőszám: 400 Játékvezetők: Elizabeth Nanette Sisk (USA), Dallas Pickering (NZL) |
| 2004. augusztus 16. 11:15 | Umoh 4                                   | Gólpassz  | Hamagucsi, Kuszuda 4 | Olympic Indoor Hall, Athén Nézőszám: 400 Játékvezetők: Elizabeth Nanette Sisk (USA), Dallas Pickering (NZL) |

| 2004. augusztus 18. 11:15 | Japán (JPN)                              | 78–97     | Ausztrália (AUS) | Helliniko Indoor Arena, Athén Nézőszám: 500 Játékvezetők: Alejandro Chiti (ARG), Song Yanping (CHN) |
| 2004. augusztus 18. 11:15 | (20–26, 15–30, 10–26, 33–15) Jegyzőkönyv |           |                  | Helliniko Indoor Arena, Athén Nézőszám: 500 Játékvezetők: Alejandro Chiti (ARG), Song Yanping (CHN) |
| 2004. augusztus 18. 11:15 | Oga 21                                   | Pont      | Jackson 31       | Helliniko Indoor Arena, Athén Nézőszám: 500 Játékvezetők: Alejandro Chiti (ARG), Song Yanping (CHN) |
| 2004. augusztus 18. 11:15 | Jano 4                                   | Lepattanó | Jackson 9        | Helliniko Indoor Arena, Athén Nézőszám: 500 Játékvezetők: Alejandro Chiti (ARG), Song Yanping (CHN) |
| 2004. augusztus 18. 11:15 | Kavabata, Tacsikava 2                    | Gólpassz  | Tranquilli 5     | Helliniko Indoor Arena, Athén Nézőszám: 500 Játékvezetők: Alejandro Chiti (ARG), Song Yanping (CHN) |

| 2004. augusztus 20. 9:00 | Oroszország (RUS)                        | 94–71     | Japán (JPN)        | Olympic Indoor Hall, Athén Nézőszám: 185 Játékvezetők: Abdellilah Chlif (MAR), Kim Ja Ok (KOR) |
| 2004. augusztus 20. 9:00 | (29–21, 21–15, 24–15, 20–20) Jegyzőkönyv |           |                    | Olympic Indoor Hall, Athén Nézőszám: 185 Játékvezetők: Abdellilah Chlif (MAR), Kim Ja Ok (KOR) |
| 2004. augusztus 20. 9:00 | Baranova 22                              | Pont      | Hamagucsi 14       | Olympic Indoor Hall, Athén Nézőszám: 185 Játékvezetők: Abdellilah Chlif (MAR), Kim Ja Ok (KOR) |
| 2004. augusztus 20. 9:00 | Sztyepanova 12                           | Lepattanó | Jabuucsi 4         | Olympic Indoor Hall, Athén Nézőszám: 185 Játékvezetők: Abdellilah Chlif (MAR), Kim Ja Ok (KOR) |
| 2004. augusztus 20. 9:00 | Scsogoleva 3                             | Gólpassz  | Ójama, Tacsikava 2 | Olympic Indoor Hall, Athén Nézőszám: 185 Játékvezetők: Abdellilah Chlif (MAR), Kim Ja Ok (KOR) |

| 2004. augusztus 22. 16:45 | Görögország (GRE)                        | 93–91     | Japán (JPN) | Helliniko Indoor Arena, Athén Nézőszám: 7223 Játékvezetők: Chantal Julien (FRA), Michael Aylen (AUS) |
| 2004. augusztus 22. 16:45 | (27–15, 20–26, 16–22, 30–28) Jegyzőkönyv |           |             | Helliniko Indoor Arena, Athén Nézőszám: 7223 Játékvezetők: Chantal Julien (FRA), Michael Aylen (AUS) |
| 2004. augusztus 22. 16:45 | Máltszi 33                               | Pont      | Jano 28     | Helliniko Indoor Arena, Athén Nézőszám: 7223 Játékvezetők: Chantal Julien (FRA), Michael Aylen (AUS) |
| 2004. augusztus 22. 16:45 | Máltszi 11                               | Lepattanó | Kuszuda 5   | Helliniko Indoor Arena, Athén Nézőszám: 7223 Játékvezetők: Chantal Julien (FRA), Michael Aylen (AUS) |
| 2004. augusztus 22. 16:45 | Kosztáki, Máltszi 4                      | Gólpassz  | Kuszuda 5   | Helliniko Indoor Arena, Athén Nézőszám: 7223 Játékvezetők: Chantal Julien (FRA), Michael Aylen (AUS) |

A 9. helyért
| 2004. augusztus 24. 11:15 | Japán (JPN)                              | 63–82     | Kína (CHN)      | Helliniko Indoor Arena, Athén Nézőszám: 253 Játékvezetők: Abdellilah Chlif (MAR), Abreu Muhimua Joao (MOZ) |
| 2004. augusztus 24. 11:15 | (12–20, 17–10, 19–21, 15–31) Jegyzőkönyv |           |                 | Helliniko Indoor Arena, Athén Nézőszám: 253 Játékvezetők: Abdellilah Chlif (MAR), Abreu Muhimua Joao (MOZ) |
| 2004. augusztus 24. 11:15 | Hamagucsi, Kuszuda 13                    | Pont      | Szuj Fej-Fej 25 | Helliniko Indoor Arena, Athén Nézőszám: 253 Játékvezetők: Abdellilah Chlif (MAR), Abreu Muhimua Joao (MOZ) |
| 2004. augusztus 24. 11:15 | Ójama 6                                  | Lepattanó | Vang Ling 13    | Helliniko Indoor Arena, Athén Nézőszám: 253 Játékvezetők: Abdellilah Chlif (MAR), Abreu Muhimua Joao (MOZ) |
| 2004. augusztus 24. 11:15 | Kuszuda 2                                | Gólpassz  | Miao Li-Csie 5  | Helliniko Indoor Arena, Athén Nézőszám: 253 Játékvezetők: Abdellilah Chlif (MAR), Abreu Muhimua Joao (MOZ) |

| Csapat      | Helyezés |
| ----------- | -------- |
| Japán (JPN) | 10.      |

## Labdarúgás

### Férfi
| #             | Név                 | Klub                    | Születési idő                    | Mérkőzésszám | Gól     | Sárga lap | sárga lap · 2. sárga lap · kiállítva | kiállítva |
| Kapusok       | Kapusok             | Kapusok                 | Kapusok                          | Kapusok      | Kapusok | Kapusok   | Kapusok                              | Kapusok   |
| ------------- | ------------------- | ----------------------- | -------------------------------- | ------------ | ------- | --------- | ------------------------------------ | --------- |
| 1             | Szogahata Hitosi    | Kashima Antlers         | 1979. augusztus 2. (25 évesen)   | 3            | 0       | 1         | 0                                    | 0         |
| 18            | Kurokava Takaja     | Shimizu S-Pulse         | 1981. április 7. (23 évesen)     | 0            | 0       | 0         | 0                                    | 0         |
| Védők         |                     |                         |                                  |              |         |           |                                      |           |
| 2             | Marcus Tulio Tanaka | Urava Red Diamonds      | 1981. április 24. (23 évesen)    | 3            | 0       | 0         | 0                                    | 0         |
| 3             | Moniva Terujuki     | FC Tokyo                | 1981. szeptember 8. (22 évesen)  | 3            | 0       | 0         | 0                                    | 0         |
| 4             | Naszu Daiszuke      | Yokohama F. Marinos     | 1981. október 10. (22 évesen)    | 1(1)         | 0       | 0         | 0                                    | 0         |
| 12            | Kikucsi Naoja       | Jubiro Iwata            | 1984. november 24. (19 évesen)   | 1            | 0       | 0         | 0                                    | 0         |
| 15            | Tokunaga Júhei      | Vaszeda Tudományegyetem | 1983. szeptember 25. (20 évesen) | 2            | 0       | 1         | 0                                    | 0         |
| Középpályások |                     |                         |                                  |              |         |           |                                      |           |
| 5             | Abe Juki            | JEF United              | 1981. szeptember 6. (22 évesen)  | 3            | 1       | 0         | 0                                    | 0         |
| 6             | Konno Jaszujuki     | FC Tokyo                | 1983. január 25. (21 évesen)     | 3            | 0       | 1         | 0                                    | 0         |
| 7             | Moriszaki Kódzsi    | Sanfrecce Hiroshima     | 1981. május 9. (23 évesen)       | 1(2)         | 0       | 0         | 0                                    | 0         |
| 8             | Ono Sindzsi (csk)   | Feyenoord               | 1979. szeptember 27. (24 évesen) | 3            | 2       | 1         | 0                                    | 0         |
| 10            | Macui Daiszuke      | Kyoto Sanga FC          | 1981. május 1. (23 évesen)       | 1(2)         | 0       | 0         | 0                                    | 0         |
| 13            | Komano Júicsi       | Sanfrecce Hiroshima     | 1981. július 25. (23 évesen)     | 2            | 0       | 0         | 0                                    | 0         |
| 14            | Isikava Naohiro     | FC Tokyo                | 1981. május 12. (23 évesen)      | 1            | 0       | 0         | 0                                    | 0         |
| Csatárok      |                     |                         |                                  |              |         |           |                                      |           |
| 9             | Takamacu Daiki      | Oita Trinita            | 1981. szeptember 8. (22 évesen)  | 3            | 1       | 1         | 0                                    | 0         |
| 11            | Tanaka Tacuja       | Urava Red Diamonds      | 1982. november 27. (21 évesen)   | (3)          | 0       | 1         | 0                                    | 0         |
| 16            | Ókubo Josito        | Cerezo Osaka            | 1982. június 9. (22 évesen)      | 3            | 2       | 1         | 0                                    | 0         |
| 17            | Hirajama Szóta      | University of Tsukuba   | 1985. június 6. (19 évesen)      | (1)          | 0       | 0         | 0                                    | 0         |
| Edző          |                     |                         |                                  |              |         |           |                                      |           |
|               | Jamamoto Maszakuni  | Japán                   | 1958. április 4. (46 évesen)     |              |         |           |                                      |           |

- Kor: 2004. augusztus 10-i kora

#### Eredmények
B csoport 
| Csapat            | M | Gy | D | V | Rg | Kg | Gk | P |
| ----------------- | - | -- | - | - | -- | -- | -- | - |
| Paraguay (PAR)    | 3 | 2  | 0 | 1 | 6  | 5  | +1 | 6 |
| Olaszország (ITA) | 3 | 1  | 1 | 1 | 5  | 5  | 0  | 4 |
| Ghána (GHA)       | 3 | 1  | 1 | 1 | 4  | 4  | 0  | 4 |
| Japán (JPN)       | 3 | 1  | 0 | 2 | 6  | 7  | –1 | 3 |

| 2004. augusztus 12. 20:30 |

| Paraguay (PAR)                        | 4–3               | Japán (JPN)                                 |
| ------------------------------------- | ----------------- | ------------------------------------------- |
| Giménez 5' Cardozo 26' 37' Torres 62' | (3–1) Jegyzőkönyv | Ono 22' (11-esből) 53' (11-esből) Ókubo 81' |

| Kaftanzoglio Stadium, Szaloniki Nézőszám: 5 381 Játékvezető: Abd el-Fattáh (egyiptomi) |

| 2004. augusztus 15. 20:30 |

| Japán (JPN)            | 2–3               | Olaszország (ITA)            |
| ---------------------- | ----------------- | ---------------------------- |
| Abe 21' Takamacu 90+1' | (1–3) Jegyzőkönyv | De Rossi 3' Gilardino 8' 36' |

| Panthessaliko Stadium, Vólosz Nézőszám: 9487 Játékvezető: Larrionda (uruguayi) |

| 2004. augusztus 18. 20:30 |

| Japán (JPN) | 1–0               | Ghána (GHA) |
| ----------- | ----------------- | ----------- |
| Ókubo 37'   | (1–0) Jegyzőkönyv |             |

| Panthessaliko Stadium, Vólosz Nézőszám: 6 813 Játékvezető: Vasszárasz (görög) |

| Csapat      | Helyezés |
| ----------- | -------- |
| Japán (JPN) | 13.      |

### Női
| #             | Név                | Klub                            | Születési idő                    | Mérkőzésszám | Gól     | Sárga lap | sárga lap · 2. sárga lap · kiállítva | kiállítva |
| Kapusok       | Kapusok            | Kapusok                         | Kapusok                          | Kapusok      | Kapusok | Kapusok   | Kapusok                              | Kapusok   |
| ------------- | ------------------ | ------------------------------- | -------------------------------- | ------------ | ------- | --------- | ------------------------------------ | --------- |
| 1             | Jamagó Nozomi      | Saitama Reinas                  | 1975. január 16. (29 évesen)     | 3            | 0       | 0         | 0                                    | 0         |
| 23            | Onodera Siho       | NTV Beleza                      | 1973. november 18. (30 évesen)   | 0            | 0       | 0         | 0                                    | 0         |
| Védők         |                    |                                 |                                  |              |         |           |                                      |           |
| 2             | Jano Kjóko         | Kanagawa University             | 1984. június 3. (20 évesen)      | 1            | 0       | 0         | 0                                    | 0         |
| 3             | Ikeda Hiromi (csk) | Tasaki Perule                   | 1975. december 22. (28 évesen)   | 3            | 0       | 0         | 0                                    | 0         |
| 4             | Óbe Jumi           | YKK AP Tohoku Flappers          | 1975. február 15. (29 évesen)    | 0            | 0       | 0         | 0                                    | 0         |
| 5             | Kavakami Naoko     | Tasaki Perule                   | 1977. november 16. (26 évesen)   | 3            | 0       | 0         | 0                                    | 0         |
| 12            | Jamagisi Jaszujo   | Iga FC Kunoichi                 | 1979. november 28. (24 évesen)   | 2(1)         | 0       | 0         | 0                                    | 0         |
| 13            | Simokozuru Aja     | Speranza FC Takatsuki           | 1982. június 7. (22 évesen)      | 3            | 0       | 0         | 0                                    | 0         |
| Középpályások |                    |                                 |                                  |              |         |           |                                      |           |
| 6             | Kató Tomoe         | NTV Beleza                      | 1978. május 27. (26 évesen)      | 3            | 0       | 0         | 0                                    | 0         |
| 7             | Jamamoto Emi       | Tasaki Perule                   | 1982. március 9. (22 évesen)     | 1(1)         | 1       | 0         | 0                                    | 0         |
| 8             | Mijamoto Tomomi    | Iga FC Kunoichi                 | 1978. december 31. (25 évesen)   | 3            | 0       | 0         | 0                                    | 0         |
| 15            | Janagita Mijuki    | Tasaki Perule                   | 1981. április 11. (23 évesen)    | (3)          | 0       | 0         | 0                                    | 0         |
| 16            | Kobajasi Jajoi     | NTV Beleza                      | 1981. szeptember 18. (22 évesen) | 2            | 0       | 0         | 0                                    | 0         |
| 17            | Andó Kozue         | Saitama Reinas                  | 1982. július 9. (22 évesen)      | (1)          | 0       | 0         | 0                                    | 0         |
| Csatárok      |                    |                                 |                                  |              |         |           |                                      |           |
| 9             | Arakava Eriko      | NTV Beleza                      | 1979. október 30. (24 évesen)    | 3            | 1       | 0         | 0                                    | 0         |
| 10            | Szava Homare       | NTV Beleza                      | 1978. szeptember 6. (25 évesen)  | 3            | 0       | 0         | 0                                    | 0         |
| 11            | Ótani Mio          | Tasaki Perule                   | 1979. május 5. (25 évesen)       | 3            | 0       | 0         | 0                                    | 0         |
| 14            | Marujama Karina    | Nippon Sport Science University | 1983. március 26. (21 évesen)    | (3)          | 0       | 0         | 0                                    | 0         |
| Edző          |                    |                                 |                                  |              |         |           |                                      |           |
|               | Ueda Eidzsi        | Japán                           | 1953. december 22. (50 évesen)   |              |         |           |                                      |           |

- Kor: 2004. augusztus 10-i kora

#### Eredmények
E csoport 
| Csapat           | M | Gy | D | V | Rg | Kg | Gk | P |
| ---------------- | - | -- | - | - | -- | -- | -- | - |
| Svédország (SWE) | 2 | 1  | 0 | 1 | 2  | 2  | 0  | 3 |
| Nigéria (NGR)    | 2 | 1  | 0 | 1 | 2  | 2  | 0  | 3 |
| Japán (JPN)      | 2 | 1  | 0 | 1 | 1  | 1  | 0  | 3 |

| 2004. augusztus 11. 18:00 |

| Svédország (SWE) | 0–1               | Japán (JPN) |
| ---------------- | ----------------- | ----------- |
|                  | (0–1) Jegyzőkönyv | Arakava 24' |

| Panthessaliko Stadium, Vólosz Nézőszám: 10 104 Játékvezető: Gaye (szenegáli) |

| 2004. augusztus 14. 18:00 |

| Japán (JPN) | 0–1               | Nigéria (NGR) |
| ----------- | ----------------- | ------------- |
|             | (0–0) Jegyzőkönyv | Okolo 55'     |

| Karaiskaki Stadium, Pireusz Nézőszám: 14 126 Játékvezető: Ferreira-James (guyanai) |

Negyeddöntő
| 2004. augusztus 20. 18:00 |

| Egyesült Államok (USA) | 2–1               | Japán (JPN)  |
| ---------------------- | ----------------- | ------------ |
| Lilly 43' Wambach 59'  | (1–0) Jegyzőkönyv | Jamamoto 48' |

| Kaftanzoglio Stadium, Szaloniki Nézőszám: 1 418 Játékvezető: de Oliveira (brazil) |

| Csapat      | Helyezés |
| ----------- | -------- |
| Japán (JPN) | 7.       |

## Lovaglás
Díjugratás
| Versenyző                                                   | Ló                             | Versenyszám | Selejtező | Selejtező | Selejtező     | Selejtező     | Selejtező | Selejtező        | Selejtező        | Selejtező        | Döntő   | Döntő   | Döntő   | Döntő   | Végeredmény | Végeredmény |
| Versenyző                                                   | Ló                             | Versenyszám | 1. kör    | 1. kör    | 2. kör        | 2. kör        | 2. kör    | 3. kör           | 3. kör           | 3. kör           | 1. kör  | 1. kör  | 2. kör  | 2. kör  | Végeredmény | Végeredmény |
| Versenyző                                                   | Ló                             | Versenyszám | Bünt.     | Hely.     | Bünt.         | Össz.         | Hely.     | Bünt.            | Össz.            | Hely.            | Bünt.   | Hely.   | Bünt.   | Hely.   | Bünt.       | Helyezés    |
| ----------------------------------------------------------- | ------------------------------ | ----------- | --------- | --------- | ------------- | ------------- | --------- | ---------------- | ---------------- | ---------------- | ------- | ------- | ------- | ------- | ----------- | ----------- |
| Hajasi Tadajosi                                             | Swanky                         | Egyéni      | 8         | 45.       | 17            | 25            | 52.       | nem állt rajthoz | nem állt rajthoz | nem állt rajthoz | kiesett | kiesett | kiesett | kiesett | kiesett     | kiesett     |
| Obata Rjúicsi                                               | Oliver Q                       | Egyéni      | 14        | 64.       | nem ért célba | nem ért célba | kiesett   | kiesett          | kiesett          | kiesett          | kiesett | kiesett | kiesett | kiesett | kiesett     | kiesett     |
| Szugitani Taizó                                             | Lamalushi                      | Egyéni      | 12        | 58.       | 16            | 28            | 59.       | 9                | 37               | 49.              | 8       | 11.     | 12      | 12.     | 20          | 15.         |
| Vatanabe Juka                                               | Nike                           | Egyéni      | 3         | 16.       | 3             | 6             | 12.       | 18               | 24               | 35.              | 17      | 37.     | kiesett | kiesett | kiesett     | kiesett     |
| Hajasi Tadajosi Obata Rjúicsi Szugitani Taizó Vatanabe Juka | Swanky Oliver Q Lamalushi Nike | Csapat      |           |           |               |               |           |                  |                  |                  | 36      | 12.     | kiesett | kiesett | kiesett     | kiesett     |

## Műugrás
Férfi
| Versenyző    | Versenyszám    | Selejtező | Selejtező | Elődöntő | Elődöntő | Döntő  | Döntő    |
| Versenyző    | Versenyszám    | Pont      | Helyezés  | Pont     | Helyezés | Pont   | Helyezés |
| ------------ | -------------- | --------- | --------- | -------- | -------- | ------ | -------- |
| Teraucsi Ken | Egyéni műugrás | 456,15    | 4.        | 701,79   | 5.       | 690,00 | 8.       |

Női
| Versenyző       | Versenyszám        | Selejtező | Selejtező | Elődöntő | Elődöntő | Döntő  | Döntő    |
| Versenyző       | Versenyszám        | Pont      | Helyezés  | Pont     | Helyezés | Pont   | Helyezés |
| --------------- | ------------------ | --------- | --------- | -------- | -------- | ------ | -------- |
| Mijazaki Takiri | Egyéni toronyugrás | 315,78    | 12.       | 486,63   | 12.      | 479,10 | 11.      |

## Ökölvívás
| Versenyző        | Versenyszám | Selejtező                        | Nyolcaddöntő      | Negyeddöntő       | Elődöntő          | Döntő             | Helyezés |
| Versenyző        | Versenyszám | Ellenfél Eredmény                | Ellenfél Eredmény | Ellenfél Eredmény | Ellenfél Eredmény | Ellenfél Eredmény | Helyezés |
| ---------------- | ----------- | -------------------------------- | ----------------- | ----------------- | ----------------- | ----------------- | -------- |
| Igarasi Tosijuki | Papírsúly   | Endalkachew Kebede (ETH) · 21-26 | kiesett           | kiesett           | kiesett           | kiesett           | 17.      |

## Röplabda

### Női
| #    | Név                | Klub                  | Kor                             | Magasság |
| ---- | ------------------ | --------------------- | ------------------------------- | -------- |
| 1    | Josihara Tomoko    | Pioneer Red Wings     | 1970. február 4. (34 évesen)    | 180 cm   |
| 2    | Cudzsi Csie        | Mobara Alukas         | 1969. augusztus 9. (35 évesen)  | 177 cm   |
| 3    | Narita Ikumi       | Hisamitsu Springs     | 1976. január 1. (28 évesen)     | 173 cm   |
| 4    | Szaszaki Miki      | Pioneer Red Wings     | 1976. december 15. (27 évesen)  | 182 cm   |
| 5    | Ómura Kanako       | Hisamitsu Springs     | 1976. december 15. (27 évesen)  | 184 cm   |
| 7    | Takesita Josie     | JT Marvelous          | 1978. március 18. (26 évesen)   | 159 cm   |
| 9    | Takahasi Mijuki    | NEC Red Rockets       | 1978. december 25. (25 évesen)  | 170 cm   |
| 12   | Szugijama Szacsiko | NEC Red Rockets       | 1979. október 19. (24 évesen)   | 184 cm   |
| 13   | Ótomo Ai           | NEC Red Rockets       | 1982. március 24. (22 évesen)   | 183 cm   |
| 14   | Ójama Kana         | Toray Arrows          | 1984. június 19. (20 évesen)    | 187 cm   |
| 16   | Kurihara Megumi    | NEC Red Rockets       | 1984. július 31. (20 évesen)    | 186 cm   |
| 18   | Kimura Szaori      | Shimokitazawa Seitoku | 1986. augusztus 19. (17 évesen) | 183 cm   |
| Edző |                    |                       |                                 |          |
|      | Janagimoto Sóicsi  |                       |                                 |          |

- Kor: 2004. augusztus 12-i kora

#### Eredmények
Csoportkör
A csoport
|                   |      | Mérkőzések | Mérkőzések | Szettek | Szettek | Szettek | Pontok | Pontok | Pontok |
| Csapat            | Pont | Gy         | V          | Sz+     | Sz–     | SzA     | P+     | P–     | PA     |
| ----------------- | ---- | ---------- | ---------- | ------- | ------- | ------- | ------ | ------ | ------ |
| Brazília (BRA)    | 10   | 5          | 0          | 15      | 2       | 7,500   | 410    | 326    | 1,258  |
| Olaszország (ITA) | 9    | 4          | 1          | 14      | 3       | 4,667   | 392    | 305    | 1,285  |
| Dél-Korea (KOR)   | 8    | 3          | 2          | 9       | 7       | 1,286   | 355    | 352    | 1,009  |
| Japán (JPN)       | 7    | 2          | 3          | 6       | 10      | 0,600   | 346    | 343    | 1,009  |
| Görögország (GRE) | 6    | 1          | 4          | 5       | 12      | 0,417   | 349    | 383    | 0,911  |
| Kenya (KEN)       | 5    | 0          | 5          | 0       | 15      | 0,000   | 236    | 379    | 0,623  |

| 2004. augusztus 14. 14:00 | Japán (JPN)                       | 0–3 | Brazília (BRA) | Béke és Barátság stadion, Pireusz Nézőszám: 2600 Játékvezető: Frank Leuthaeusser (GER), Patrick Rachard (FRA) |
| 2004. augusztus 14. 14:00 | (21–25, 22–25, 21–25) Jegyzőkönyv |     |                | Béke és Barátság stadion, Pireusz Nézőszám: 2600 Játékvezető: Frank Leuthaeusser (GER), Patrick Rachard (FRA) |

| 2004. augusztus 16. 14:00 | Olaszország (ITA)                 | 3–0 | Japán (JPN) | Béke és Barátság stadion, Pireusz Nézőszám: 2800 Játékvezető: Mahmoud Abdel Magid (EGY), Fernando Nava (MEX) |
| 2004. augusztus 16. 14:00 | (25–16, 25–13, 25–17) Jegyzőkönyv |     |             | Béke és Barátság stadion, Pireusz Nézőszám: 2800 Játékvezető: Mahmoud Abdel Magid (EGY), Fernando Nava (MEX) |

| 2004. augusztus 18. 16:35 | Japán (JPN)                              | 3–1 | Görögország (GRE) | Béke és Barátság stadion, Pireusz Nézőszám: 5850 Játékvezető: Francisco Medina Guzman (CUB), Valdir Dellaqua (BRA) |
| 2004. augusztus 18. 16:35 | (25–10, 20–25, 25–21, 25–22) Jegyzőkönyv |     |                   | Béke és Barátság stadion, Pireusz Nézőszám: 5850 Játékvezető: Francisco Medina Guzman (CUB), Valdir Dellaqua (BRA) |

| 2004. augusztus 20. 14:00 | Dél-Korea (KOR)                   | 3–0 | Japán (JPN) | Béke és Barátság stadion, Pireusz Nézőszám: 6500 Játékvezető: Frank Leuthaeusser (GER), Patrick Rachard (FRA) |
| 2004. augusztus 20. 14:00 | (25–21, 26–24, 25–21) Jegyzőkönyv |     |             | Béke és Barátság stadion, Pireusz Nézőszám: 6500 Játékvezető: Frank Leuthaeusser (GER), Patrick Rachard (FRA) |

| 2004. augusztus 22. 11:00 | Japán (JPN)                      | 3–0 | Kenya (KEN) | Béke és Barátság stadion, Pireusz Nézőszám: 2800 Játékvezető: Georgios Karampetsos (GRE), Umit Sokullu (TUR) |
| 2004. augusztus 22. 11:00 | (25–8, 25–17, 25–14) Jegyzőkönyv |     |             | Béke és Barátság stadion, Pireusz Nézőszám: 2800 Játékvezető: Georgios Karampetsos (GRE), Umit Sokullu (TUR) |

Negyeddöntő
| 2004. augusztus 24. 14:00 | Japán (JPN)                       | 0–3 | Kína (CHN) | Béke és Barátság stadion, Pireusz Nézőszám: 3520 Játékvezető: Abdullah Al-Khelaifi (KSA), Georgios Karampetsos (GRE) |
| 2004. augusztus 24. 14:00 | (20–25, 22–25, 20–25) Jegyzőkönyv |     |            | Béke és Barátság stadion, Pireusz Nézőszám: 3520 Játékvezető: Abdullah Al-Khelaifi (KSA), Georgios Karampetsos (GRE) |

| Csapat      | Helyezés |
| ----------- | -------- |
| Japán (JPN) | 5.       |

### Strandröplabda

#### Női
| Versenyző                     | Csoportkör | Csoportkör | Nyolcaddöntő      | Negyeddöntő       | Elődöntő          | Döntő             | Helyezés |
| Versenyző                     | Ellenfél Eredmény | Hely.      | Ellenfél Eredmény | Ellenfél Eredmény | Ellenfél Eredmény | Ellenfél Eredmény | Helyezés |
| ----------------------------- | --- | ---------- | ----------------- | ----------------- | ----------------- | ----------------- | -------- |
| Kuszuhara Csiaki Tokuno Rjóko | A csoport · Egyesült Államok (USA) · Misty May · Kerri Walsh · 9-21, 16-21 · Csehország (CZE) · Eva Celbová · Soňa Nováková · 21-23, 12-21 · Hollandia (NED) · Rebekka Kadijk · Marrit Leenstra · 15-21, 21-17, 15-13 | 3.         | kiesett           | kiesett           | kiesett           | kiesett           | 17.      |

## Softball
- Inui Emi
- Itó Kazue
- Ivabucsi Jumi
- Jamada Eri
- Jamadzsi Noriko
- Misina Maszumi
- Naitó Emi
- Szaitó Haruka
- Szakai Hiroko
- Szakamoto Naoko
- Szató Rie
- Szató Juki
- Takajama Dzsuri
- Ueno Jukiko
- Ucugi Reika

### Eredmények
Csoportkör
| Csapat           | M | Gy | V | P+ | P– | Pk  |
| ---------------- | - | -- | - | -- | -- | --- |
| Egyesült Államok | 7 | 7  | 0 | 41 | 0  | +41 |
| Ausztrália       | 7 | 6  | 1 | 22 | 14 | +8  |
| Japán            | 7 | 4  | 3 | 17 | 8  | +9  |
| Kína             | 7 | 3  | 4 | 15 | 20 | –5  |
| Kanada           | 7 | 3  | 4 | 6  | 14 | –8  |
| Tajvan           | 7 | 2  | 5 | 3  | 13 | –10 |
| Görögország      | 7 | 2  | 5 | 6  | 24 | –18 |
| Olaszország      | 7 | 1  | 6 | 8  | 25 | –17 |

| 2004. augusztus 14. 9:30 |  | Ausztrália (AUS) | 4–2 | Japán |  |  |
| 2004. augusztus 14. 9:30 |  |                  |     |       |  |  |

| 2004. augusztus 15. 9:30 |  | Tajvan (TPE) | 0–6 | Japán |  |  |
| 2004. augusztus 15. 9:30 |  |              |     |       |  |  |

| 2004. augusztus 16. 12:20 |  | Egyesült Államok (USA) | 3–0 | Japán |  |  |
| 2004. augusztus 16. 12:20 |  |                        |     |       |  |  |

| 2004. augusztus 17. 19:15 |  | Kanada (CAN) | 1–0 | Japán |  |  |
| 2004. augusztus 17. 19:15 |  |              |     |       |  |  |

| 2004. augusztus 18. 19:30 |  | Japán (JPN) | 6–0 | Görögország |  |  |
| 2004. augusztus 18. 19:30 |  |             |     |             |  |  |

| 2004. augusztus 19. 17:00 |  | Olaszország (ITA) | 0–1 | Japán |  |  |
| 2004. augusztus 19. 17:00 |  |                   |     |       |  |  |

| 2004. augusztus 20. 19:30 |  | Kína (CHN) | 0–2 | Japán |  |  |
| 2004. augusztus 20. 19:30 |  |            |     |       |  |  |

Elődöntő
| 2004. augusztus 22. 9:30 |  | Japán (JPN) | 1–0 | Kína |  |  |
| 2004. augusztus 22. 9:30 |  |             |     |      |  |  |

A döntőbe jutásért
| 2004. augusztus 22. 17:00 |  | Ausztrália (AUS) | 3–0 | Japán |  |  |
| 2004. augusztus 22. 17:00 |  |                  |     |       |  |  |

| Csapat | Helyezés |
| ------ | -------- |
| Japán  |          |

## Sportlövészet
Férfi
| Versenyző        | Versenyszám           | Selejtező | Selejtező | Döntő   | Döntő    |
| Versenyző        | Versenyszám           | Pont      | Helyezés  | Pont    | Helyezés |
| ---------------- | --------------------- | --------- | --------- | ------- | -------- |
| Nakasige Maszaru | Szabadpisztoly        | 537       | 38.       | kiesett | kiesett  |
| Nakasige Maszaru | Légpisztoly           | 576       | 23.***    | kiesett | kiesett  |
| Tazava Súdzsi    | Légpisztoly           | 573       | 30.**     | kiesett | kiesett  |
| Tazava Súdzsi    | Gyorstüzelő pisztoly  | 573       | 15.       | kiesett | kiesett  |
| Janagida Maszaru | Légpuska              | 594       | 9.**      | kiesett | kiesett  |
| Janagida Maszaru | Sportpuska, fekvő     | 591       | 24.*****  | kiesett | kiesett  |
| Janagida Maszaru | Sportpuska, összetett | 1159      | 16.*      | kiesett | kiesett  |

Női
| Versenyző        | Versenyszám           | Selejtező | Selejtező | Döntő   | Döntő    |
| Versenyző        | Versenyszám           | Pont      | Helyezés  | Pont    | Helyezés |
| ---------------- | --------------------- | --------- | --------- | ------- | -------- |
| Inada Jóko       | Légpisztoly           | 382       | 10.****   | kiesett | kiesett  |
| Fukusima Micsiko | Légpisztoly           | 378       | 25.       | kiesett | kiesett  |
| Fukusima Micsiko | Sportpisztoly         | 577       | 13.****   | kiesett | kiesett  |
| Konisi Jukari    | Sportpisztoly         | 575       | 19.*      | kiesett | kiesett  |
| Miszaki Hiromi   | Légpuska              | 392       | 22.****   | kiesett | kiesett  |
| Miszaki Hiromi   | Sportpuska, összetett | 569       | 24.       | kiesett | kiesett  |
| Takeba Taeko     | Trap                  | 59        | 8.        | kiesett | kiesett  |
| Inoue Megumi     | Dupla trap            | 109       | 3.        | 140     | 5.       |

* - egy másik versenyzővel azonos eredményt ért el

** - két másik versenyzővel azonos eredményt ért el

*** - három másik versenyzővel azonos eredményt ért el

**** - négy másik versenyzővel azonos eredményt ért el

***** - hét másik versenyzővel azonos eredményt ért el

## Súlyemelés
Férfi
| Versenyző        | Versenyszám | Szakítás                 | Szakítás                 | Lökés    | Lökés    | Összesen | Helyezés |
| Versenyző        | Versenyszám | Eredmény                 | Helyezés                 | Eredmény | Helyezés | Összesen | Helyezés |
| ---------------- | ----------- | ------------------------ | ------------------------ | -------- | -------- | -------- | -------- |
| Jamada Maszaharu | 56 kg       | érvényes kísérlet nélkül | érvényes kísérlet nélkül | kiesett  | kiesett  | kiesett  | kiesett  |
| Imamura Tosio    | 62 kg       | 120,0                    | 11.**                    | 150,0    | 11.*     | 270,0    | 11.      |
| Ivazaki Takanobu | +105 kg     | 170,0                    | 14.                      | 215,0    | 12.      | 385,0    | 12.      |

Női
| Versenyző     | Versenyszám | Szakítás | Szakítás | Lökés    | Lökés    | Összesen | Helyezés |
| Versenyző     | Versenyszám | Eredmény | Helyezés | Eredmény | Helyezés | Összesen | Helyezés |
| ------------- | ----------- | -------- | -------- | -------- | -------- | -------- | -------- |
| Mijake Hiromi | 48 kg       | 77,5     | 8.**     | 97,5     | 8.       | 175,0    | 9.       |

* - egy másik versenyzővel azonos eredményt ért el

** - két másik versenyzővel azonos eredményt ért el

## Szinkronúszás
| Versenyző | Versenyszám | Technikai gyakorlat | Technikai gyakorlat | Selejtező        | Selejtező        | Selejtező  | Selejtező  | Döntő            | Döntő            | Döntő      | Döntő      | Helyezés |
| Versenyző | Versenyszám | Technikai gyakorlat | Technikai gyakorlat | Szabad gyakorlat | Szabad gyakorlat | Összesítés | Összesítés | Szabad gyakorlat | Szabad gyakorlat | Összesítés | Összesítés | Helyezés |
| Versenyző | Versenyszám | Pont                | Hely.               | Pont             | Hely.            | Pont       | Hely.      | Pont             | Hely.            | Pont       | Hely.      | Helyezés |
| --- | ----------- | ------------------- | ------------------- | ---------------- | ---------------- | ---------- | ---------- | ---------------- | ---------------- | ---------- | ---------- | -------- |
| Tacsibana Mija Takeda Miho | Páros       | 49,000              | 2.                  | 49,000           | 2.               | 98,000     | 2.         | 49,417           | 2.               | 98,417     | 2.         |          |
| Fudzsimaru Micsijo Harada Szaho Kavasima Naoko Kitao Kanako Szuzuki Emiko Tacsibana Mija Takeda Miho Tacumi Dzsuri Joneda Jóko | Csapat      | 49,167              | 2.                  |                  |                  |            |            | 49,334           | 2.               | 98,501     | 2.         |          |

## Taekwondo
Női
| Versenyző      | Versenyszám | Nyolcaddöntő              | Negyeddöntő       | Elődöntő          | Vigaszág első kör           | Vigaszág elődöntő | Bronz- mérkőzés   | Döntő             | Helyezés |
| Versenyző      | Versenyszám | Ellenfél Eredmény         | Ellenfél Eredmény | Ellenfél Eredmény | Ellenfél Eredmény           | Ellenfél Eredmény | Ellenfél Eredmény | Ellenfél Eredmény | Helyezés |
| -------------- | ----------- | ------------------------- | ----------------- | ----------------- | --------------------------- | ----------------- | ----------------- | ----------------- | -------- |
| Okamoto Joriko | Nehézsúly   | Csen Csung-ho (CHN) · 5-7 |                   |                   | Adriana Carmona (VEN) · 2-5 | kiesett           | kiesett           |                   | 7.       |

## Tenisz
Női
| Versenyző                   | Versenyszám | 64-es főtábla                        | 32-es főtábla                                                                   | Nyolcaddöntő                                                     | Negyeddöntő                                                                 | Elődöntő                                                                    | Bronz- mérkőzés                                               | Döntő             | Helyezés |
| Versenyző                   | Versenyszám | Ellenfél Eredmény                    | Ellenfél Eredmény                                                               | Ellenfél Eredmény                                                | Ellenfél Eredmény                                                           | Ellenfél Eredmény                                                           | Ellenfél Eredmény                                             | Ellenfél Eredmény | Helyezés |
| --------------------------- | ----------- | ------------------------------------ | ------------------------------------------------------------------------------- | ---------------------------------------------------------------- | --------------------------------------------------------------------------- | --------------------------------------------------------------------------- | ------------------------------------------------------------- | ----------------- | -------- |
| Aszagoe Sinobu              | Egyes       | Francesca Schiavone (ITA) · 3-6, 6-7 | kiesett                                                                         | kiesett                                                          | kiesett                                                                     | kiesett                                                                     | kiesett                                                       | kiesett           | 33.      |
| Morigami Akiko              | Egyes       | Iveta Benešová (CZE) · 6-1, 6-4      | Szvetlana Kuznyecova (RUS) · 6-7, 2-6                                           | kiesett                                                          | kiesett                                                                     | kiesett                                                                     | kiesett                                                       | kiesett           | 17.      |
| Óbata Szaori                | Egyes       | Maja Matevžič (SLO) · 6-7, 5-7       | kiesett                                                                         | kiesett                                                          | kiesett                                                                     | kiesett                                                                     | kiesett                                                       | kiesett           | 33.      |
| Szugijama Ai                | Egyes       | Cseng Csie (CHN) · 4-6, 6-3, 8-6     | Tetyana Perebijnyisz (UKR) · 7-5, 6-4                                           | Karolina Šprem (CRO) · 7-6, 6-1                                  | Alicia Molik (AUS) · 3-6, 4-6                                               | kiesett                                                                     | kiesett                                                       | kiesett           | 5.       |
| Aszagoe Sinobu Szugijama Ai | Páros       |                                      | Oroszország (RUS) · Jelena Gyementyjeva · Anasztaszija Miszkina · 5-7, 7-5, 6-3 | Horvátország (CRO) · Jelena Kostanić · Karolina Šprem · 6-2, 7-5 | Egyesült Államok (USA) · Martina Navratilova · Lisa Raymond · 6-4, 4-6, 6-4 | Spanyolország (ESP) · Conchita Martínez · Virginia Ruano Pascual · 3-6, 0-6 | Argentína (ARG) · Paola Suárez · Patricia Tarabini · 3-6, 3-6 |                   | 4.       |
| Morigami Akiko Óbata Szaori | Páros       |                                      | Magyarország (HUN) · Czink Melinda · Kapros Anikó · 3-6, 7-5, 6-3               | Argentína (ARG) · Paola Suárez · Patricia Tarabini · 4-6, 2-6    | kiesett                                                                     | kiesett                                                                     | kiesett                                                       | kiesett           | 9.       |

## Tollaslabda
| Versenyző                       | Versenyszám  | 32-es főtábla                                                           | Nyolcaddöntő                                                                     | Negyeddöntő       | Elődöntő          | Bronz- mérkőzés   | Döntő             | Helyezés |
| Versenyző                       | Versenyszám  | Ellenfél Eredmény                                                       | Ellenfél Eredmény                                                                | Ellenfél Eredmény | Ellenfél Eredmény | Ellenfél Eredmény | Ellenfél Eredmény | Helyezés |
| ------------------------------- | ------------ | ----------------------------------------------------------------------- | -------------------------------------------------------------------------------- | ----------------- | ----------------- | ----------------- | ----------------- | -------- |
| Jamada Hidetaka                 | Férfi egyes  | Taufik Hidayat (INA) · 8-15, 10-15                                      | kiesett                                                                          | kiesett           | kiesett           | kiesett           | kiesett           | 17.      |
| Szató Sódzsi                    | Férfi egyes  | Pao Csun-laj (CHN) · 6-15, 5-15                                         | kiesett                                                                          | kiesett           | kiesett           | kiesett           | kiesett           | 17.      |
| Jonekura Kanako                 | Női egyes    | Camilla Martin (DEN) · 4-11, 7-11                                       | kiesett                                                                          | kiesett           | kiesett           | kiesett           | kiesett           | 17.      |
| Mori Kaori                      | Női egyes    | Anu Weckström-Nieminen (FIN) · 11-5, 11-4                               | Csou Mi (CHN) · 2-11, 4-11                                                       | kiesett           | kiesett           | kiesett           | kiesett           | 9.       |
| Miho Tanaka                     | Női egyes    | Salakjit Ponsana (THA) · 7-11, 11-5, 8-11                               | kiesett                                                                          | kiesett           | kiesett           | kiesett           | kiesett           | 17.      |
| Maszuda Keita Ócuka Tadasi      | Férfi páros  |                                                                         | Kína (CHN) · Fu Haj-feng · Caj Jün · 7-15, 17-16, 9-15                           | kiesett           | kiesett           | kiesett           | kiesett           | 9.       |
| Nakajama Csikako Jositomi Keiko | Női páros    |                                                                         | Thaiföld (THA) · Saralee Thungthongkam · Sathinee Chankrachangwong · 4-15, 11-15 | kiesett           | kiesett           | kiesett           | kiesett           | 9.       |
| Jamamoto Sizuka Jamada Szeiko   | Női páros    | Malajzia (MAS) · Chin Eei Hui · Wong Pei Tty · 7-15, 9-15               | kiesett                                                                          | kiesett           | kiesett           | kiesett           | kiesett           | 17.      |
| Ócuka Tadasi Jamamoto Sizuka    | Vegyes páros | Nagy-Britannia (GBR) · Robert Blair · Natalie Munt · 15-13, 7-15, 13-15 | kiesett                                                                          | kiesett           | kiesett           | kiesett           | kiesett           | 17.      |

## Torna
Férfi
| Versenyző                                                                                    | Versenyszám      | Selejtező | Selejtező | Döntő    | Döntő    |
| Versenyző                                                                                    | Versenyszám      | Pontszám  | Helyezés  | Pontszám | Helyezés |
| -------------------------------------------------------------------------------------------- | ---------------- | --------- | --------- | -------- | -------- |
| Joneda Iszao                                                                                 | Talaj            | 9,725     | 4.        | 9,662    | 7.       |
| Joneda Iszao                                                                                 | Ugrás            | 9,637     |           | kiesett  | kiesett  |
| Joneda Iszao                                                                                 | Korlát           | 9,687     | 17.       | kiesett  | kiesett  |
| Joneda Iszao                                                                                 | Nyújtó           | 9,800     | 1.        | 9,787    |          |
| Joneda Iszao                                                                                 | Gyűrű            | 9,625     | 27.       | kiesett  | kiesett  |
| Joneda Iszao                                                                                 | Lólengés         | 8,450     | 76.       | kiesett  | kiesett  |
| Joneda Iszao                                                                                 | Egyéni összetett | 56,924    | 10.       | 56,899   | 11.      |
| Kasima Takehiro                                                                              | Talaj            | 9,150     | 54.       | kiesett  | kiesett  |
| Kasima Takehiro                                                                              | Ugrás            | 9,625     |           | kiesett  | kiesett  |
| Kasima Takehiro                                                                              | Korlát           | 9,475     | 40.       | kiesett  | kiesett  |
| Kasima Takehiro                                                                              | Nyújtó           | 9,737     | 9.        | kiesett  | kiesett  |
| Kasima Takehiro                                                                              | Lólengés         | 9,812     | 2.        | 9,787    |          |
| Kasima Takehiro                                                                              | Egyéni összetett | 47,799    | 49.       | kiesett  | kiesett  |
| Mizutori Hiszasi                                                                             | Ugrás            | 9,500     |           | kiesett  | kiesett  |
| Mizutori Hiszasi                                                                             | Nyújtó           | 9,737     | 6.        | kiesett  | kiesett  |
| Mizutori Hiszasi                                                                             | Gyűrű            | 9,650     | 23.       | kiesett  | kiesett  |
| Mizutori Hiszasi                                                                             | Lólengés         | 9,450     | 36.       | kiesett  | kiesett  |
| Mizutori Hiszasi                                                                             | Egyéni összetett | 38,377    | 68.       | kiesett  | kiesett  |
| Nakano Daiszuke                                                                              | Talaj            | 9,725     | 7.        | 9,712    | 6.       |
| Nakano Daiszuke                                                                              | Korlát           | 9,800     | 1.        | 9,762    | 5.       |
| Nakano Daiszuke                                                                              | Nyújtó           | 9,775     | 3.        | 8,750    | 9.       |
| Nakano Daiszuke                                                                              | Gyűrű            | 9,012     | 66.       | kiesett  | kiesett  |
| Nakano Daiszuke                                                                              | Egyéni összetett | 38,312    | 69.       | kiesett  | kiesett  |
| Tomita Hirojuki                                                                              | Talaj            | 8,987     | 62.       | kiesett  | kiesett  |
| Tomita Hirojuki                                                                              | Ugrás            | 9,650     |           | kiesett  | kiesett  |
| Tomita Hirojuki                                                                              | Korlát           | 9,787     | 2.        | 9,775    |          |
| Tomita Hirojuki                                                                              | Nyújtó           | 9,725     | 14.       | kiesett  | kiesett  |
| Tomita Hirojuki                                                                              | Gyűrű            | 9,750     | 6.        | 9,800    | 4.       |
| Tomita Hirojuki                                                                              | Lólengés         | 9,750     | 4.        | 9,062    | 8.       |
| Tomita Hirojuki                                                                              | Egyéni összetett | 57,649    | 3.        | 57,485   | 6.       |
| Cukahara Naoja                                                                               | Talaj            | 9,725     | 8.        | kiesett  | kiesett  |
| Cukahara Naoja                                                                               | Ugrás            | 9,425     |           | kiesett  | kiesett  |
| Cukahara Naoja                                                                               | Korlát           | 9,650     | 22.       | kiesett  | kiesett  |
| Cukahara Naoja                                                                               | Gyűrű            | 9,700     | 16.       | kiesett  | kiesett  |
| Cukahara Naoja                                                                               | Lólengés         | 9,687     | 12.       | kiesett  | kiesett  |
| Cukahara Naoja                                                                               | Egyéni összetett | 48,187    | 48.       | kiesett  | kiesett  |
| Joneda Iszao Kasima Takehiro Mizutori Hiszasi Nakano Daiszuke Tomita Hirojuki Cukahara Naoja | Csapat összetett | 232,134   | 1.        | 173,821  |          |

Női
| Versenyző      | Versenyszám      | Selejtező | Selejtező | Döntő    | Döntő    |
| Versenyző      | Versenyszám      | Pontszám  | Helyezés  | Pontszám | Helyezés |
| -------------- | ---------------- | --------- | --------- | -------- | -------- |
| Isizaka Manami | Talaj            | 9,262     | 32.       | kiesett  | kiesett  |
| Isizaka Manami | Ugrás            | 9,125     |           | kiesett  | kiesett  |
| Isizaka Manami | Felemás korlát   | 9,187     | 50.       | kiesett  | kiesett  |
| Isizaka Manami | Gerenda          | 8,637     | 59.       | kiesett  | kiesett  |
| Isizaka Manami | Egyéni összetett | 36,211    | 33.       | kiesett  | kiesett  |
| Osima Kjóko    | Talaj            | 8,500     | 70.       | kiesett  | kiesett  |
| Osima Kjóko    | Ugrás            | 8,662     |           | kiesett  | kiesett  |
| Osima Kjóko    | Felemás korlát   | 9,362     | 36.       | kiesett  | kiesett  |
| Osima Kjóko    | Gerenda          | 8,437     | 69.       | kiesett  | kiesett  |
| Osima Kjóko    | Egyéni összetett | 34,961    | 51.       | kiesett  | kiesett  |

### Ritmikus gimnasztika
| Versenyző     | Versenyszám | Selejtező | Selejtező | Selejtező | Selejtező | Selejtező | Selejtező | Selejtező | Selejtező | Selejtező | Selejtező | Döntő   | Döntő   | Döntő   | Döntő   | Döntő    | Döntő    | Döntő   | Döntő   | Döntő    | Döntő    | Helyezés |
| Versenyző     | Versenyszám | Karika    | Karika    | Labda     | Labda     | Buzogány  | Buzogány  | Szalag    | Szalag    | Összesen  | Összesen  | Karika  | Karika  | Labda   | Labda   | Buzogány | Buzogány | Szalag  | Szalag  | Összesen | Összesen | Helyezés |
| Versenyző     | Versenyszám | Pont      | Hely.     | Pont      | Hely.     | Pont      | Hely.     | Pont      | Hely.     | Pont      | Hely.     | Pont    | Hely.   | Pont    | Hely.   | Pont     | Hely.    | Pont    | Hely.   | Pont     | Hely.    | Helyezés |
| ------------- | ----------- | --------- | --------- | --------- | --------- | --------- | --------- | --------- | --------- | --------- | --------- | ------- | ------- | ------- | ------- | -------- | -------- | ------- | ------- | -------- | -------- | -------- |
| Murata Jukari | Egyéni      | 21,775    | 18.       | 22,425    | 18.       | 22,400    | 18.       | 21,550    | 17.       | 88,150    | 18.       | kiesett | kiesett | kiesett | kiesett | kiesett  | kiesett  | kiesett | kiesett | kiesett  | kiesett  | 18.      |

### Trambulin
| Versenyző     | Versenyszám | Selejtező | Selejtező | Döntő    | Döntő    |
| Versenyző     | Versenyszám | Pontszám  | Helyezés  | Pontszám | Helyezés |
| ------------- | ----------- | --------- | --------- | -------- | -------- |
| Hirota Haruka | Női         | 63,0      | 7.        | 37,2     | 7.       |

## Triatlon
| Versenyző           | Versenyszám | 1,5 km úszás | 1,5 km úszás | 40 km kerékpározás | 40 km kerékpározás | 10 km futás | 10 km futás | Összesítés | Összesítés |
| Versenyző           | Versenyszám | Idő          | Hely.        | Idő                | Hely.              | Idő         | Hely.       | Idő        | Helyezés   |
| ------------------- | ----------- | ------------ | ------------ | ------------------ | ------------------ | ----------- | ----------- | ---------- | ---------- |
| Tajama Hirokacu     | Férfi       | 18:03        | 5.           | 1:01:26            | 14.                | 33:25       | 22.         | 1:53:28,41 | 13.        |
| Nisiucsi Hirojuki   | Férfi       | 18:20        | 34.          | 1:05:16            | 36.                | 33:30       | 23.         | 1:57:43,51 | 32.        |
| Hirao-Szekine Akiko | Női         | 20:37        | 43.          | 1:09:29            | 7.                 | 36:45       | 12.         | 2:07:34,02 | 12.        |
| Nakanisi Macsiko    | Női         | 19:40        | 17.          | 1:10:27            | 22.*               | 38:03       | 22.         | 2:08:51,06 | 20.        |
| Nivata Kijomi       | Női         | 20:35        | 38.          | 1:09:32            | 9.**               | 36:50       | 15.         | 2:07:42,79 | 14.        |

* - egy másik versenyzővel azonos időt ért el

** - két másik versenyzővel azonos időt ért el

## Úszás
Férfi
| Versenyző                                                         | Versenyszám            | Előfutam | Előfutam | Előfutam | Elődöntő | Elődöntő | Elődöntő | Döntő   | Döntő    |
| Versenyző                                                         | Versenyszám            | Idő      | Hely.    | Össz.    | Idő      | Hely.    | Össz.    | Idő     | Helyezés |
| ----------------------------------------------------------------- | ---------------------- | -------- | -------- | -------- | -------- | -------- | -------- | ------- | -------- |
| Okumura Josihiro                                                  | 100 m gyors            | 50,24    | 2.       | 27.      | kiesett  | kiesett  | kiesett  | kiesett | kiesett  |
| Okumura Josihiro                                                  | 200 m gyors            | 1:49,54  | 5.       | 13.      | 1:49,49  | 5.       | 10.      | kiesett | kiesett  |
| Macuda Takesi                                                     | 400 m gyors            | 3:49,05  | 3.       | 8.       |          |          |          | 3:48,96 | 8.       |
| Macuda Takesi                                                     | 1500 m gyors           | 15:16,42 | 4.       | 13.      |          |          |          | kiesett | kiesett  |
| Macuda Takesi                                                     | 200 m pillangó         | 1:58,23  | 4.       | 12.      | 1:58,13  | 8.       | 14.      | kiesett | kiesett  |
| Jamamoto Takasi                                                   | 200 m pillangó         | 1:57,36  | 1.       | 1.       | 1:56,69  | 2.       | 4.       | 1:54,56 |          |
| Jamamoto Takasi                                                   | 100 m pillangó         | 52,71    | 5.       | 10.      | 52,81    | 3.       | 9.       | kiesett | kiesett  |
| Morita Tomomi                                                     | 100 m hát              | 54,41    | 1.       | 1.       | 54,62    | 1.       | 3.       | 54,36   |          |
| Morita Tomomi                                                     | 200 m hát              | 2:01,19  | 4.       | 16.      | 1:59,52  | 4.       | 8.       | 1:58,40 | 5.       |
| Kitadzsima Kószuke                                                | 100 m mell             | 1:00,03  | 1.       | 1.       | 1:00,27  | 1.       | 2.       | 1:00,08 |          |
| Kitadzsima Kószuke                                                | 200 m mell             | 2:11,97  | 1.       | 2.       | 2:10,86  | 1.       | 3.       | 2:09,44 |          |
| Imamura Genki                                                     | 200 m mell             | 2:14,10  | 4.       | 11.      | 2:12,86  | 5.       | 11.      | kiesett | kiesett  |
| Mori Takahiro                                                     | 200 m vegyes           | 2:01,33  | 4.       | 9.       | 2:00,57  | 4.       | 6.*      | 2:00,60 | 6.       |
| Miki Dzsiró                                                       | 200 m vegyes           | 2:00,93  | 2.       | 4.       | 2:01,09  | 4.       | 8.       | 2:02,16 | 8.       |
| Miki Dzsiró                                                       | 400 m vegyes           | 4:16,32  | 2.       | 4.       |          |          |          | 4:19,97 | 7.       |
| Tabucsi Szuszumu                                                  | 400 m vegyes           | 4:22,46  | 6.       | 18.      |          |          |          | kiesett | kiesett  |
| Kitadzsima Kószuke Morita Tomomi Okumura Josihiro Jamamoto Takasi | 4 × 100 m vegyes váltó | 3:37,04  | 4.       | 4.       |          |          |          | 3:35,22 |          |

Női
| Versenyző                                                             | Versenyszám            | Előfutam | Előfutam | Előfutam | Elődöntő | Elődöntő | Elődöntő | Döntő   | Döntő    |
| Versenyző                                                             | Versenyszám            | Idő      | Hely.    | Össz.    | Idő      | Hely.    | Össz.    | Idő     | Helyezés |
| --------------------------------------------------------------------- | ---------------------- | -------- | -------- | -------- | -------- | -------- | -------- | ------- | -------- |
| Nagai Tomoko                                                          | 100 m gyors            | 55,76    | 3.       | 12.      | 56,03    | 8.       | 16.      | kiesett | kiesett  |
| Nagai Tomoko                                                          | 200 m gyors            | 2:00,73  | 4.       | 13.      | 2:00,09  | 8.       | 13.      | kiesett | kiesett  |
| Jamada Szacsiko                                                       | 400 m gyors            | 4:09,10  | 2.       | 8.       |          |          |          | 4:10,91 | 6.       |
| Jamada Szacsiko                                                       | 800 m gyors            | 8:36,48  | 4.       | 12.      |          |          |          | kiesett | kiesett  |
| Sibata Ai                                                             | 800 m gyors            | 8:30,08  | 2.       | 3.       |          |          |          | 8:24,54 |          |
| Sibata Ai                                                             | 400 m gyors            | 4:07,63  | 2.       | 4.       |          |          |          | 4:07,51 | 5.       |
| Inada Noriko                                                          | 100 m hát              | 1:01,67  | 3.       | 5.       | 1:01,74  | 6.       | 11.      | kiesett | kiesett  |
| Nakamura Reiko                                                        | 100 m hát              | 1:01,39  | 2.       | 2.       | 1:01,24  | 3.       | 8.       | 1:01,05 | 4.       |
| Nakamura Reiko                                                        | 200 m hát              | 2:11,14  | 1.       | 2.       | 2:10,14  | 1.       | 3.       | 2:09,88 | *        |
| Terakava Aja                                                          | 200 m hát              | 2:13,55  | 4.       | 10.      | 2:12,21  | 3.       | 7.       | 2:12,90 | 8.       |
| Tanaka Maszami                                                        | 100 m mell             | 1:09,44  | 4.       | 10.      | 1:09,11  | 5.       | 9.       | kiesett | kiesett  |
| Tanaka Maszami                                                        | 200 m mell             | 2:26,91  | 2.       | 5.       | 2:26,38  | 2.       | 2.       | 2:25,87 | 4.       |
| Ónisi Dzsunko                                                         | 100 m pillangó         | 59,22    | 4.       | 7.       | 59,24    | 5.       | 8.       | 59,83   | 8.       |
| Nakanisi Júko                                                         | 100 m pillangó         | 1:00,16  | 5.       | 17.      | 59,53    | 5.*      | 13.*     | kiesett | kiesett  |
| Nakanisi Júko                                                         | 200 m pillangó         | 2:10,04  | 2.       | 2.       | 2:08,83  | 2.       | 2.       | 2:08,04 |          |
| Oszada Jukiko                                                         | 200 m pillangó         | 2:11,20  | 4.       | 8.       | 2:11,35  | 6.       | 13.      | kiesett | kiesett  |
| Amano Misza                                                           | 200 m vegyes           | 2:17,88  | 5.       | 17.      | kiesett  | kiesett  | kiesett  | kiesett | kiesett  |
| Amano Misza                                                           | 400 m vegyes           | 4:45,61  | 5.       | 10.      |          |          |          | kiesett | kiesett  |
| Inada Noriko Nagai Tomoko Nakamura Reiko Ónisi Dzsunko Tanaka Maszami | 4 × 100 m vegyes váltó | 4:05,99  | 3.       | 6.       |          |          |          | 4:04,83 | 5.       |

* - egy másik versenyzővel azonos időt ért el

## Vitorlázás
Férfi
| Versenyző                       | Versenyszám     | Futam | Futam | Futam | Futam | Futam | Futam | Futam | Futam | Futam | Futam | Futam | Pontszám | Helyezés |
| Versenyző                       | Versenyszám     | 1     | 2     | 3     | 4     | 5     | 6     | 7     | 8     | 9     | 10    | 11    | Pontszám | Helyezés |
| ------------------------------- | --------------- | ----- | ----- | ----- | ----- | ----- | ----- | ----- | ----- | ----- | ----- | ----- | -------- | -------- |
| Kendzsó Motokazu                | Szörfvitorlázás | 16    | 23    | 18    | 23    | 35    | 4     | 12    | 12    | 15    | 19    | 28    | 170      | 19.      |
| Szeki Kazuto Todoroki Kendzsiró | 470-es osztály  | 3     | 7     | 21    | 18    | 7     | 12    | 1     | 9     | 5     | 17    | 11    | 90       |          |

Női
| Versenyző                     | Versenyszám     | Futam    | Futam | Futam | Futam | Futam | Futam | Futam | Futam | Futam | Futam | Futam | Pontszám | Helyezés |
| Versenyző                     | Versenyszám     | 1        | 2     | 3     | 4     | 5     | 6     | 7     | 8     | 9     | 10    | 11    | Pontszám | Helyezés |
| ----------------------------- | --------------- | -------- | ----- | ----- | ----- | ----- | ----- | ----- | ----- | ----- | ----- | ----- | -------- | -------- |
| Imai Maszako                  | Szörfvitorlázás | 12       | 14    | 17    | 11    | 5     | 16    | 17    | 10    | 16    | 17    | 18    | 135      | 17.      |
| Szató Maiko                   | Europe          | 24       | 16    | 24    | 16    | 23    | 11    | 23    | 10    | 24    | 22    | 23    | 192      | 24.      |
| Josiszako Juka Szatake Micuko | 470-es osztály  | kizárták | 17    | 16    | 10    | 8     | 12    | 4     | 12    | 3     | 18    | 1     | 101      | 11.      |

Nyílt
| Versenyző                       | Versenyszám        | Futam | Futam | Futam | Futam | Futam | Futam | Futam | Futam | Futam | Futam | Futam | Futam | Futam | Futam | Futam | Futam | Pontszám | Helyezés |
| Versenyző                       | Versenyszám        | 1     | 2     | 3     | 4     | 5     | 6     | 7     | 8     | 9     | 10    | 11    | 12    | 13    | 14    | 15    | 16    | Pontszám | Helyezés |
| ------------------------------- | ------------------ | ----- | ----- | ----- | ----- | ----- | ----- | ----- | ----- | ----- | ----- | ----- | ----- | ----- | ----- | ----- | ----- | -------- | -------- |
| Szuzuki Kunio                   | Laser              | 30    | 22    | 39    | 43    | 29    | 25    | 30    | 28    | 22    | 29    | 27    |       |       |       |       |       | 281      | 35.      |
| Nakamura Kendzsi Takaki Maszato | Könnyű 49-es dingi | 12    | 14    | 19    | 20    | 4     | 2     | 19    | 4     | 2     | 14    | 4     | 7     | 17    | 18    | 14    | 15    | 146      | 15.      |

## Vívás
Férfi
| Versenyző      | Versenyszám  | Selejtező                       | 32-es főtábla                        | Nyolcaddöntő                | Negyeddöntő       | Elődöntő          | Bronz- mérkőzés   | Döntő             | Helyezés |
| Versenyző      | Versenyszám  | Ellenfél Eredmény               | Ellenfél Eredmény                    | Ellenfél Eredmény           | Ellenfél Eredmény | Ellenfél Eredmény | Ellenfél Eredmény | Ellenfél Eredmény | Helyezés |
| -------------- | ------------ | ------------------------------- | ------------------------------------ | --------------------------- | ----------------- | ----------------- | ----------------- | ----------------- | -------- |
| Óta Júki       | Tőr, egyéni  |                                 | Edgar Chumacero (MEX) · 15-9         | Renal Ganyejev (RUS) · 8-15 | kiesett           | kiesett           | kiesett           | kiesett           | 9.       |
| Nagara Maszasi | Kard, egyéni | Máriosz Bazmadzián (GRE) · 15-8 | Sztanyiszlav Pozdnyakov (RUS) · 9-15 | kiesett                     | kiesett           | kiesett           | kiesett           | kiesett           | 31.      |

Női
| Versenyző        | Versenyszám       | Selejtező                 | 32-es főtábla                    | Nyolcaddöntő                   | Negyeddöntő       | Elődöntő          | Bronz- mérkőzés   | Döntő             | Helyezés |
| Versenyző        | Versenyszám       | Ellenfél Eredmény         | Ellenfél Eredmény                | Ellenfél Eredmény              | Ellenfél Eredmény | Ellenfél Eredmény | Ellenfél Eredmény | Ellenfél Eredmény | Helyezés |
| ---------------- | ----------------- | ------------------------- | -------------------------------- | ------------------------------ | ----------------- | ----------------- | ----------------- | ----------------- | -------- |
| Szugavara Csieko | Tőr, egyéni       |                           | Alejandra Carbone (ARG) · 15-6   | Giovanna Trillini (ITA) · 2-15 | kiesett           | kiesett           | kiesett           | kiesett           | 15.      |
| Harada Megumi    | Párbajtőr, egyéni | Kelly Wilson (RSA) · 15-6 | Cristiana Cascioli (ITA) · 14-15 | kiesett                        | kiesett           | kiesett           | kiesett           | kiesett           | 28.      |
| Hiszagae Madoka  | Kard, egyéni      |                           | Nagy Orsolya (HUN) · 15-14       | Mariel Zagunis (USA) · 13-15   | kiesett           | kiesett           | kiesett           | kiesett           | 15.      |